# معماری احیاگری روسی

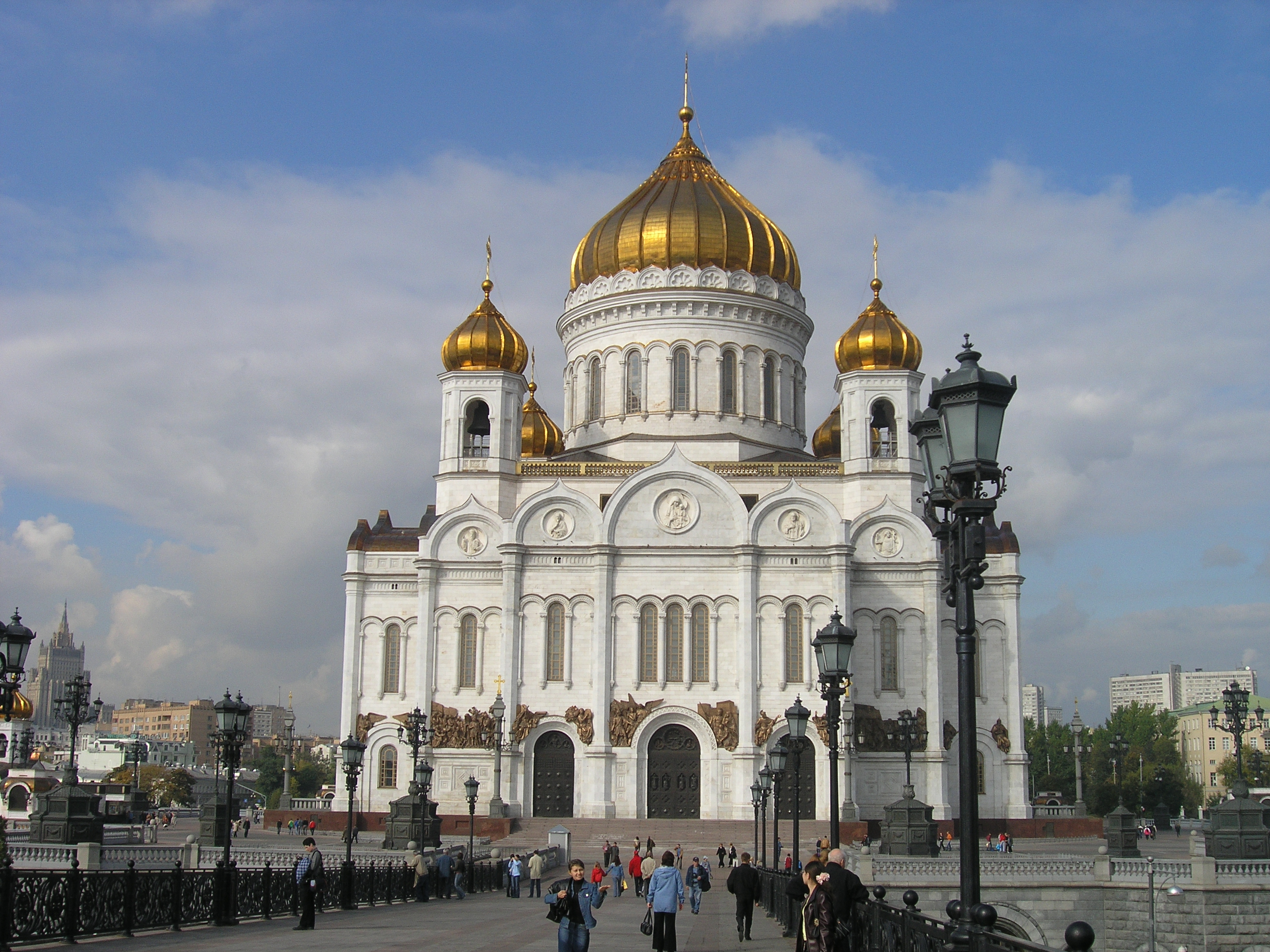
کلیسای جامع عیسی نجات‌دهنده کنستانتین تون، مسکو، ۱۸۳۹–۱۸۶۰

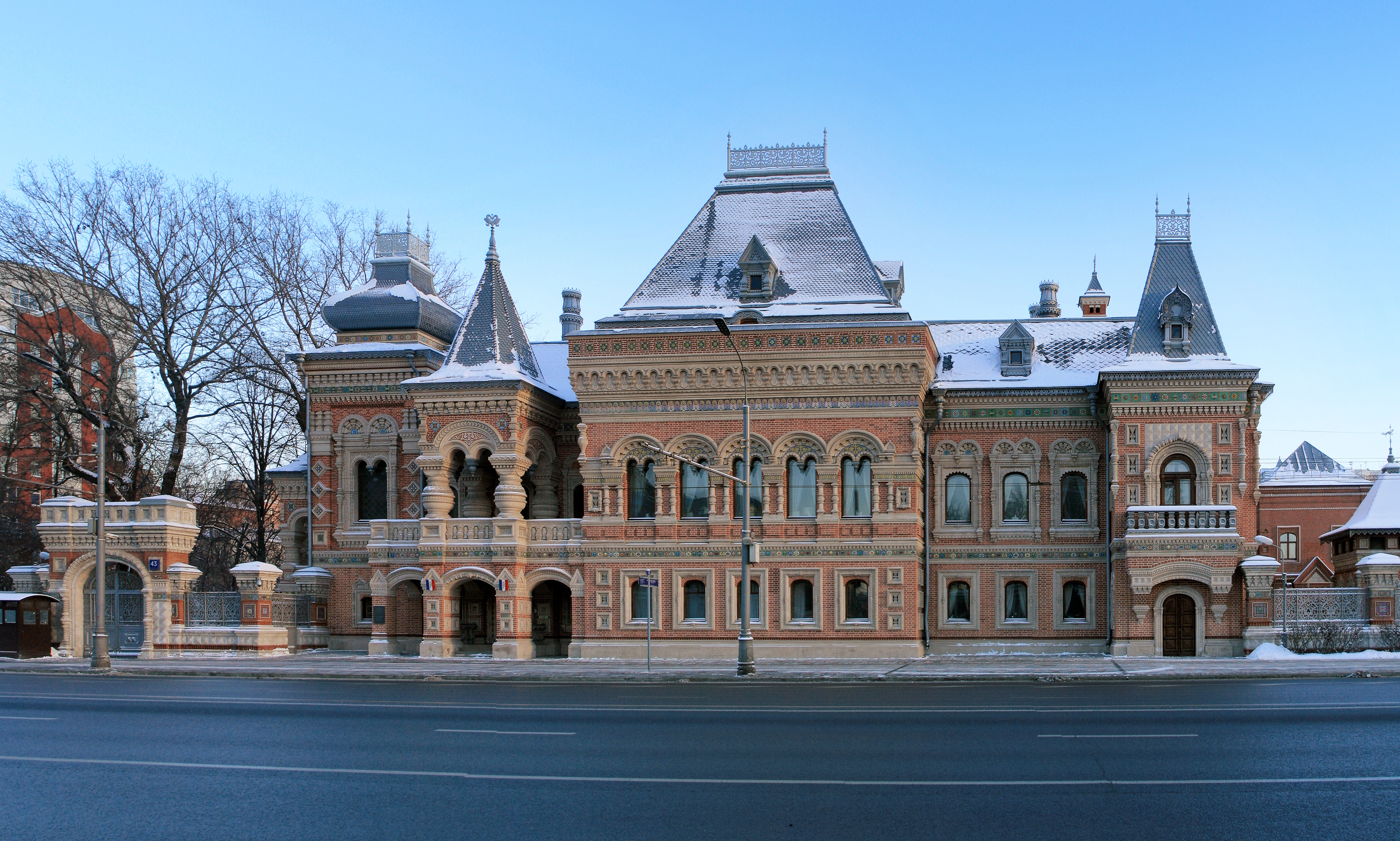
خانه ایگومنف

معماری احیاگری روسی (روسی: псевдорусский стиль) واژه کلی برای تعدادی از جنبش‌های مختلف در معماری روسی است که در ربع دوم سده ۱۹ به وجود آمد و یک ماتریس متمایز و گلچین شده از معماری روسی پتر یکم و عناصر معماری بیزانسی بود. سبک احیای روسیه در چارچوبی منافع تازه علاقه دوباره به معماری ملی به وجود آورد، که در قرن نوزدهم در اروپا ظهور کرد و این تفسیر و تألیف میراث معماری روسی است.

## سابقه فرهنگی
احیای روسی نیز مانند احیای رمانتیک در اروپای غربی از طریق علاقه علمی به آثار تاریخی این ملت به اطلاع عموم رسید. مکتب تاریخ با ناسیونالیسم مردمی و پان اسلاویسم در طول این دوره انعکاس یافت. اولین شرح مصور معماری روسی، پروژه کنت آناتول دمیدوف و طراح فرانسوی "آندره دوران" بود که در سال ۱۸۴۵ به عنوان ”آلبوم سفر زیبا و باستان‌شناسی در روسیه" در پاریس منتشر شد. لیتوگرافی دوران به حساسیت بیگانگان نسبت به دیگر آثار معماری روسی، که برخی ویژگی‌های عجیب و تحریف‌شده از خود نشان می‌دهند، خیانت می‌کند، و در حالی که آن‌ها بر روی نمایش کامل و نسبتاً دقیق قرار دارند، کتاب منتشر شده متعلق به سبک ادبیات سفر است نه تحقیقات تاریخی. تلاش برای تشخیص کرونولوژی و توسعه ساختمان روسیه با جدیت با ایوان اسنگیروف و روسیه قدیم مارتینف در بناهای معماری کلیسایی و مدنی (مسکو، ۱۸۵۱) آغاز می‌شود.
دولت این تلاش را با حمایت از یک سری کتاب قطور منتشر کرد که به چاپ رسید و آثار باستانی و تزئینی هنر را به نمایش می‌گذاشت. در این زمان جامعه باستان‌شناسی مسکو به تحقیق در این زمینه مبادرت ورزید. مجموعه‌ای از کنفرانس‌های پیش رو از آغاز به کار گذاشته شد و گزارش‌های آن شامل مطالعات مربوط به معماری دوره‌های " روس " و اوایل مسکو بود. شاید مهم‌ترین دستاورد این انجمن، انتشار کتاب " پو پو " بود. آکادمی هنرهای زیبای سن‌پترزبورگ، تحقیق را از وی‌وی سوسلو، به صورت دو اثر چند جلدی، به صورت دو جلدی به کار گرفت. ون نوسترن رینهولد در نیویورک ۱۹۹۲ با کاربرد اصول و مبانی تاریخی اثبات گرا، تاریخ معماری روسی به‌طور محکم توسط زمان انتشار این جلد قطعی از هنر روسی که توسط ایگور چودینوف ویرایش شده‌است، بنا نهاده شده‌است.

## نگارخانه

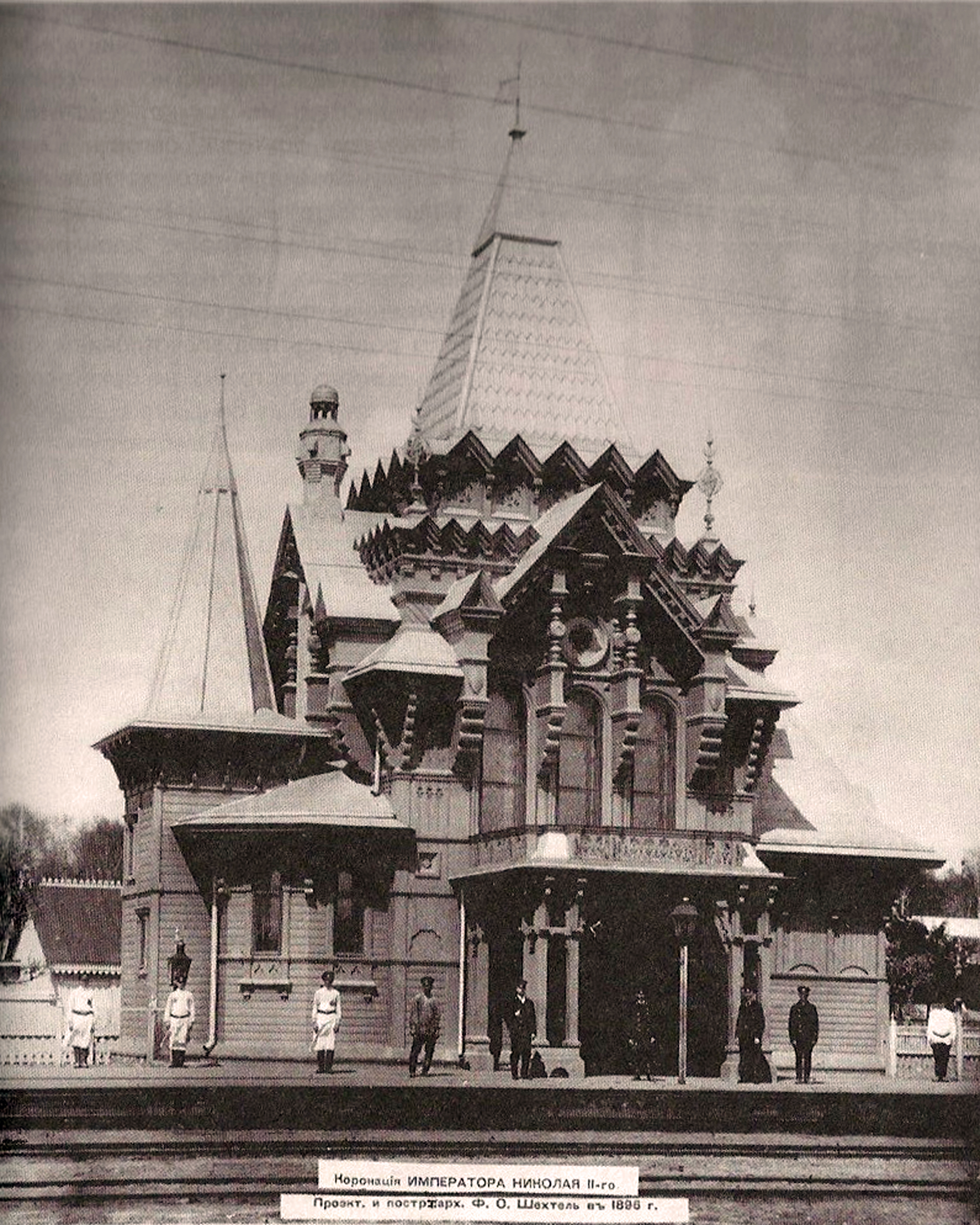
آجنسووا
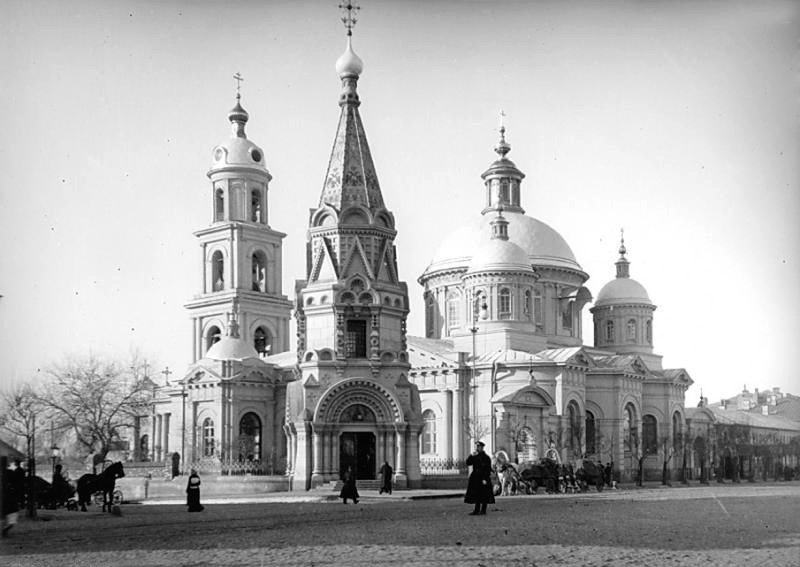
کلیسای سنت برلی سزار
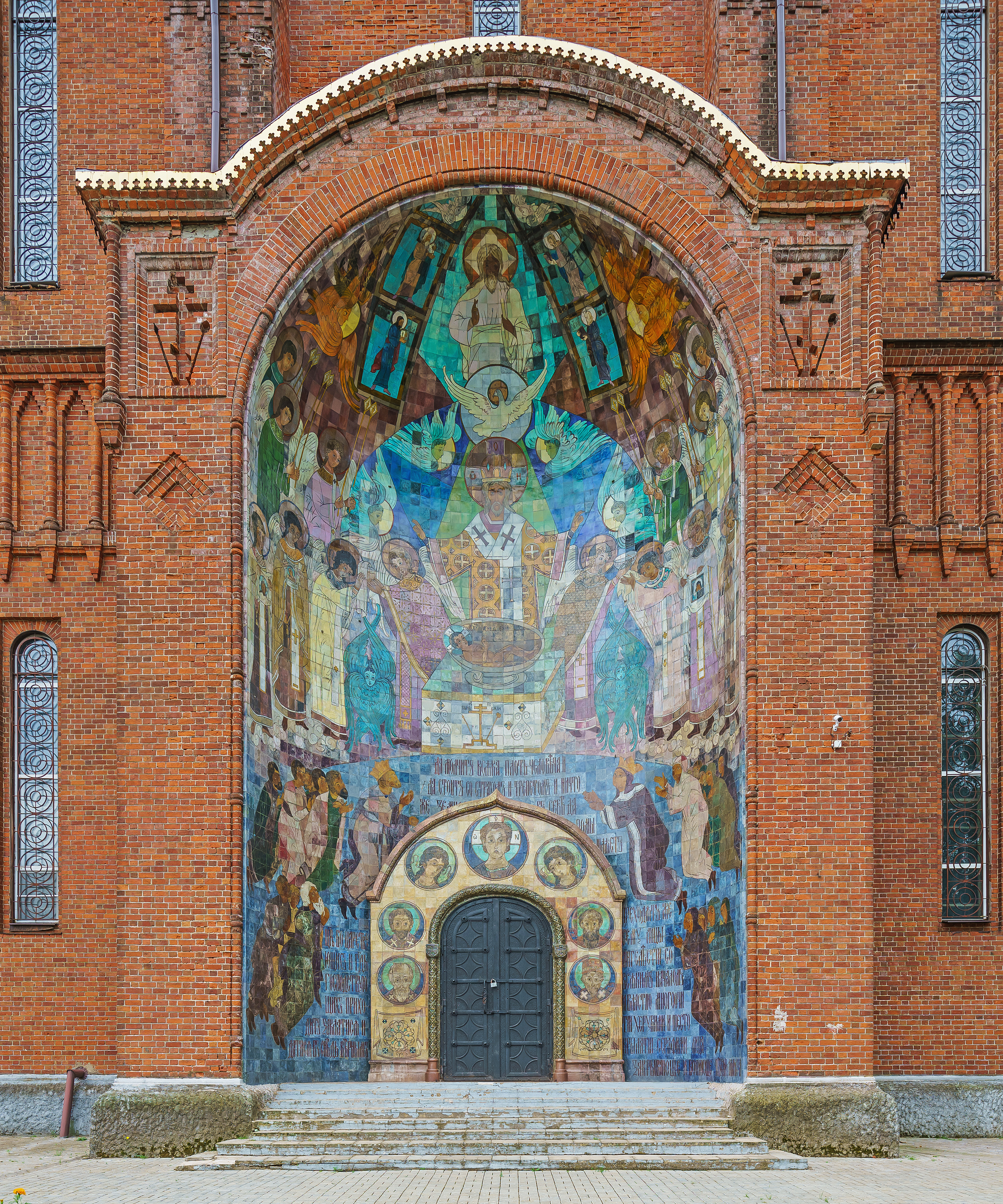
ورودی کلیسای رستاخیز مسیح
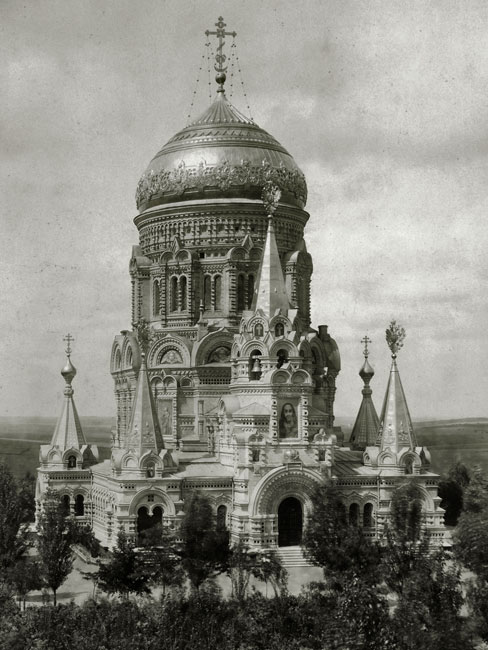
کلیسای نجات دهنده در بورکی
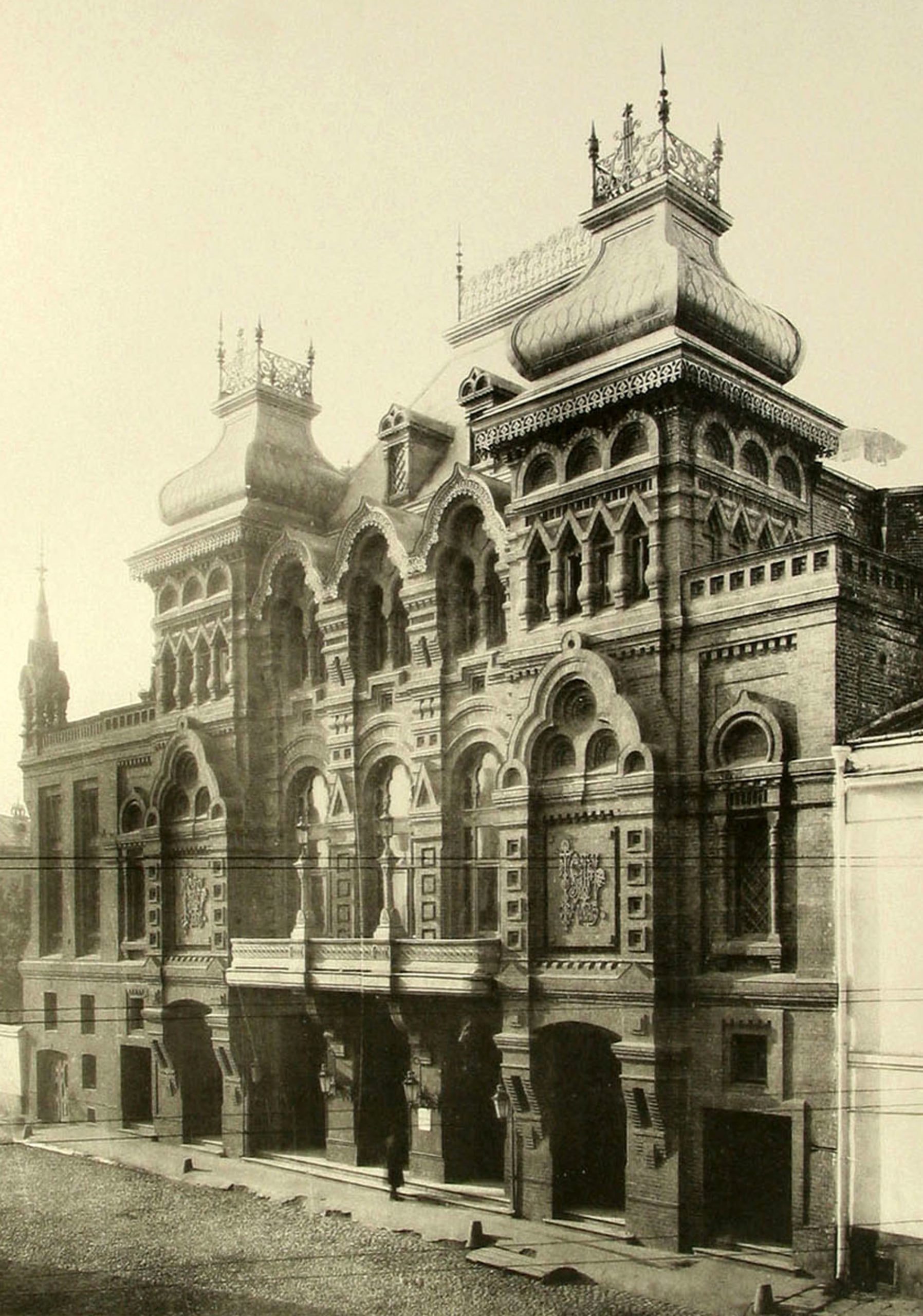
تئاتر مایاکوفسکی
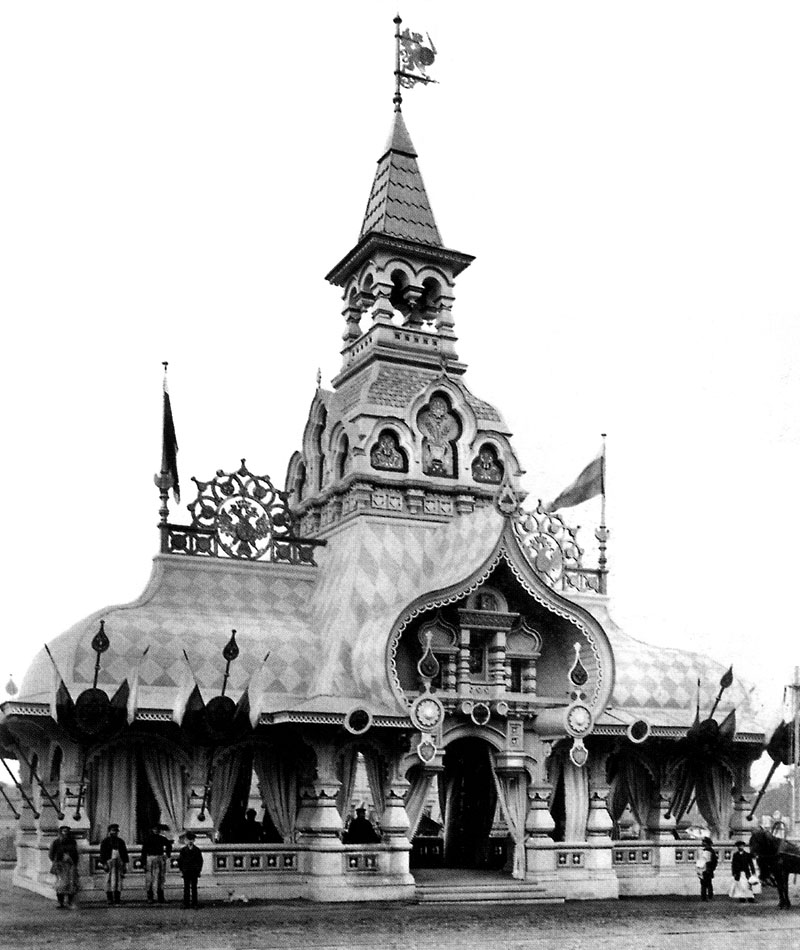
عمارتی در میدان ترییومفالنایا
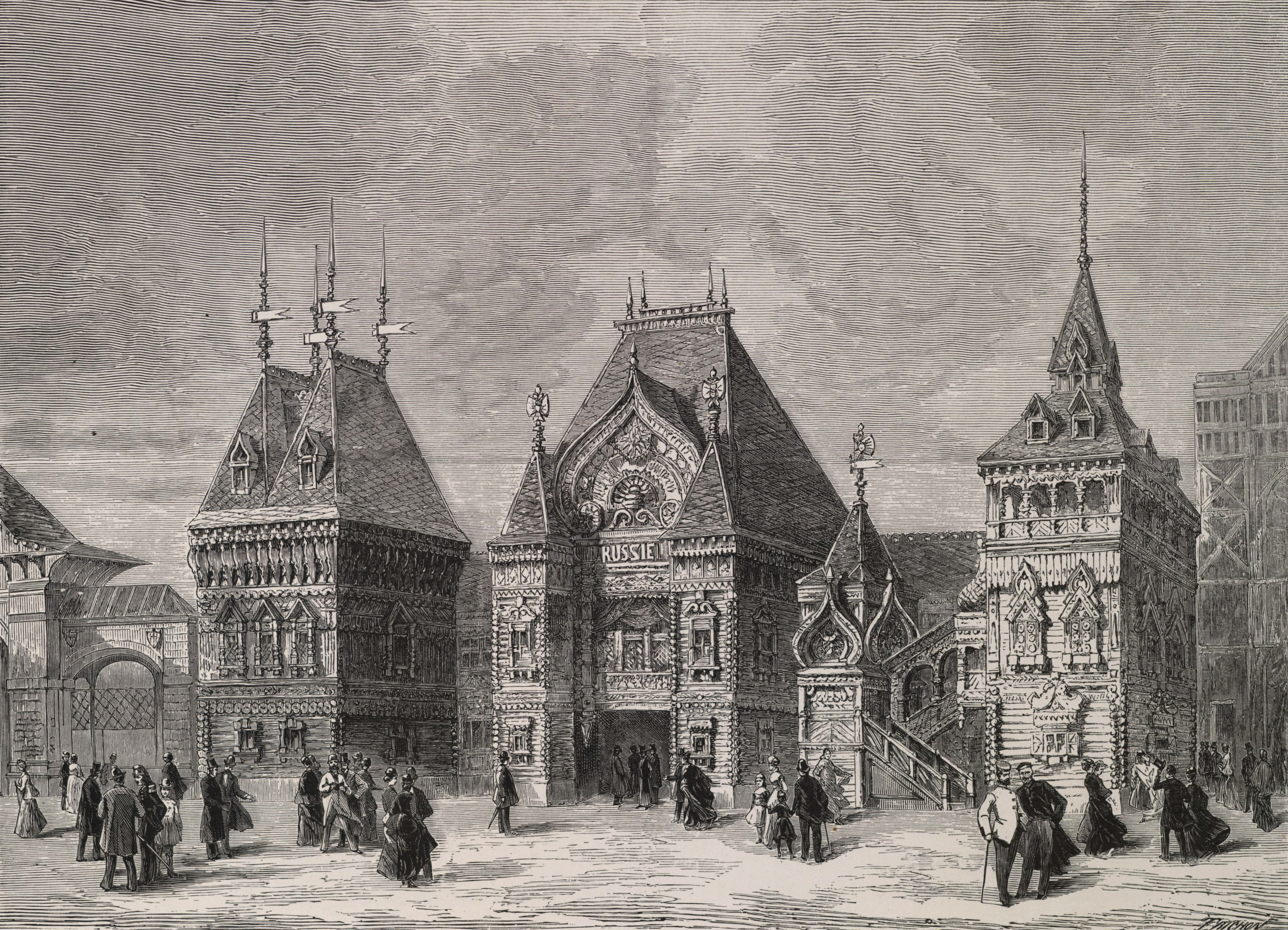
Russian pavilion at the Exposition Universelle (1878)
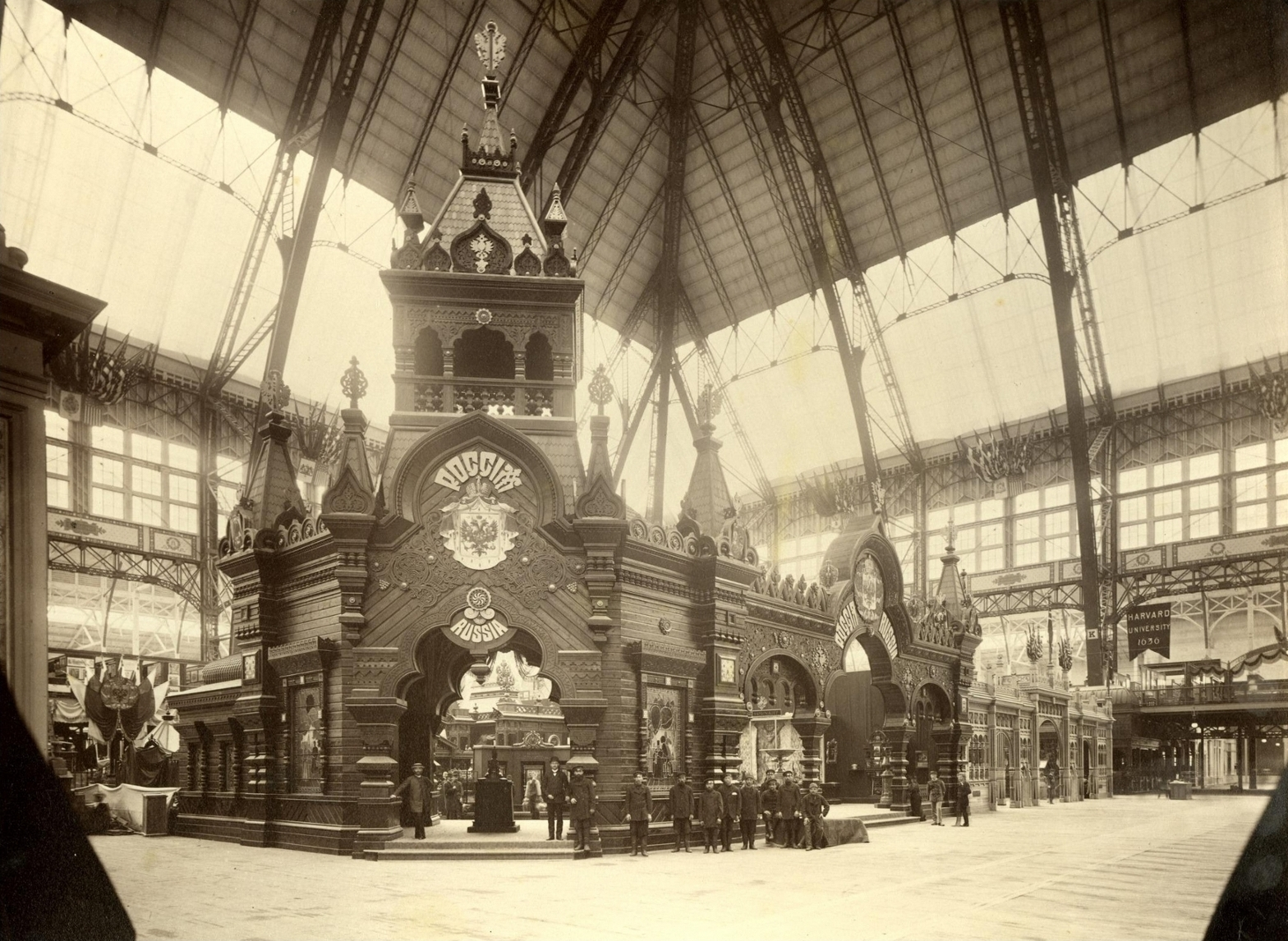
Russian pavilion at the World's Columbian Exposition (1893)
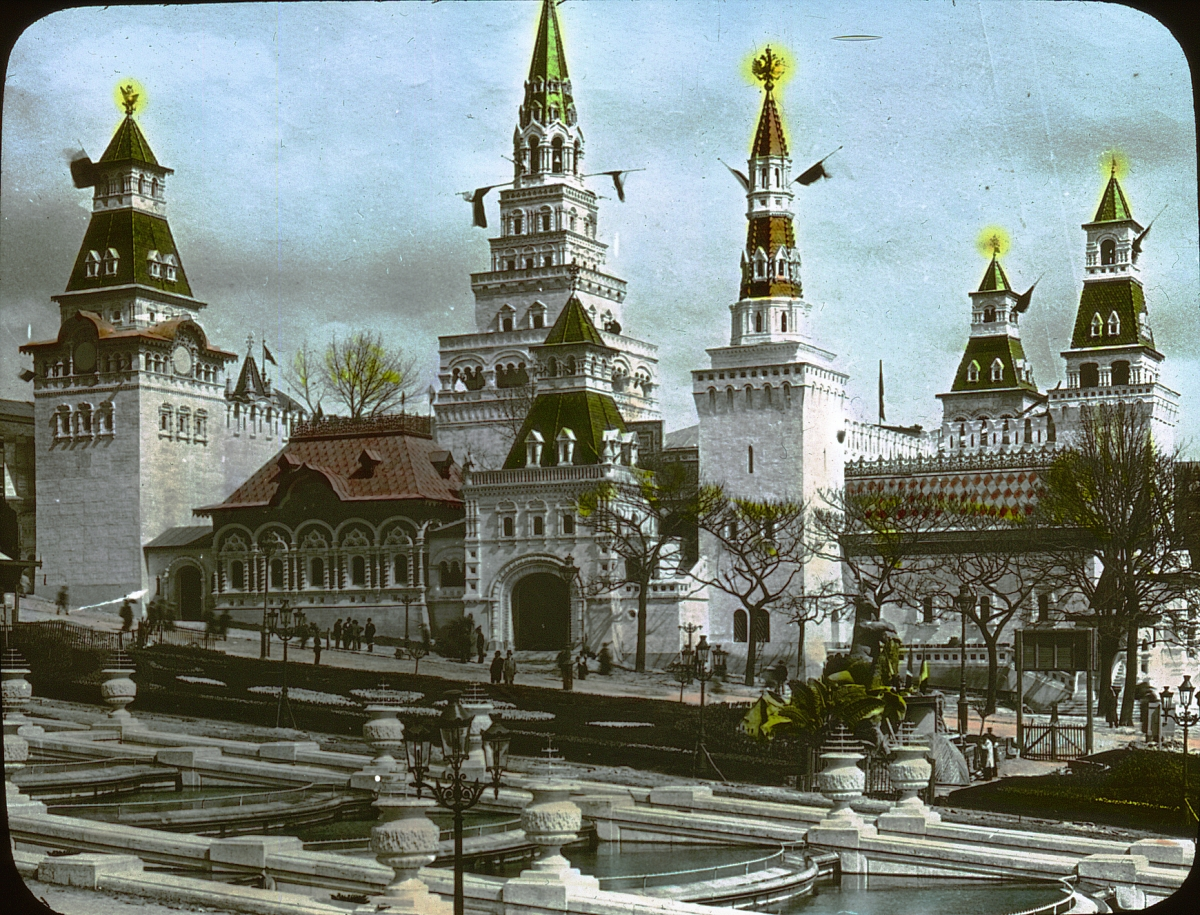
Russian pavilion at the Exposition Universelle (1900)
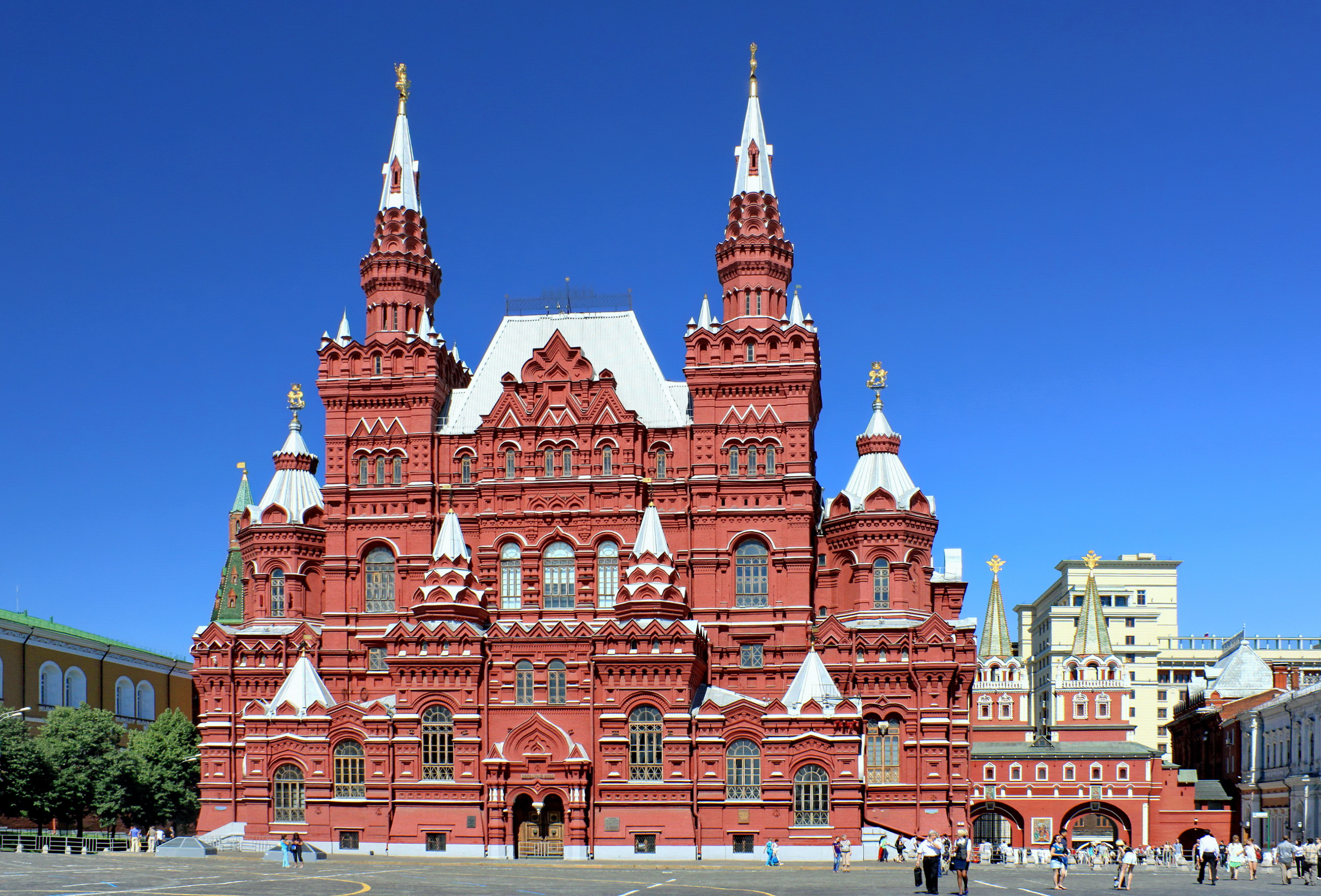
State Historical Museum
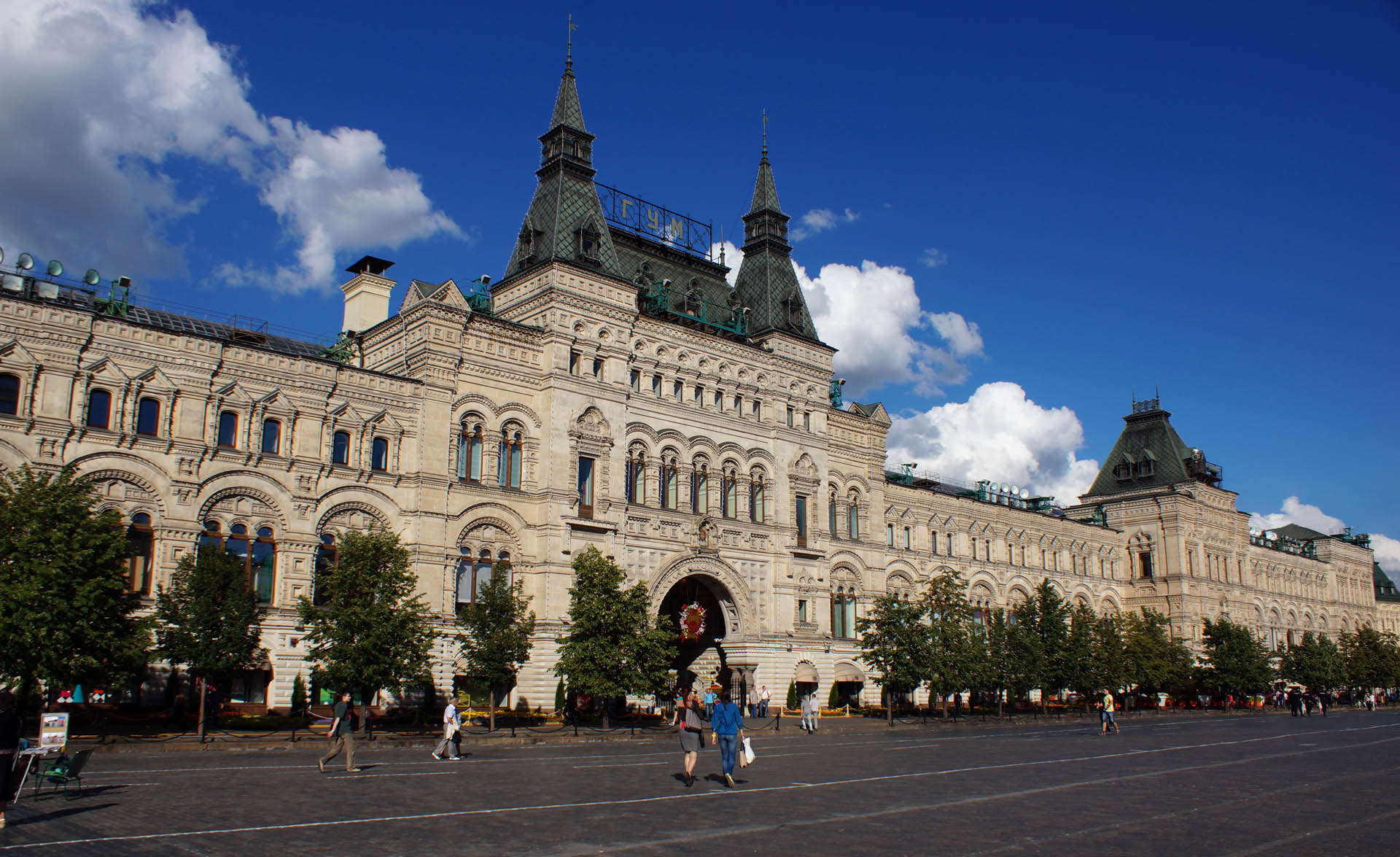
GUM (department store)
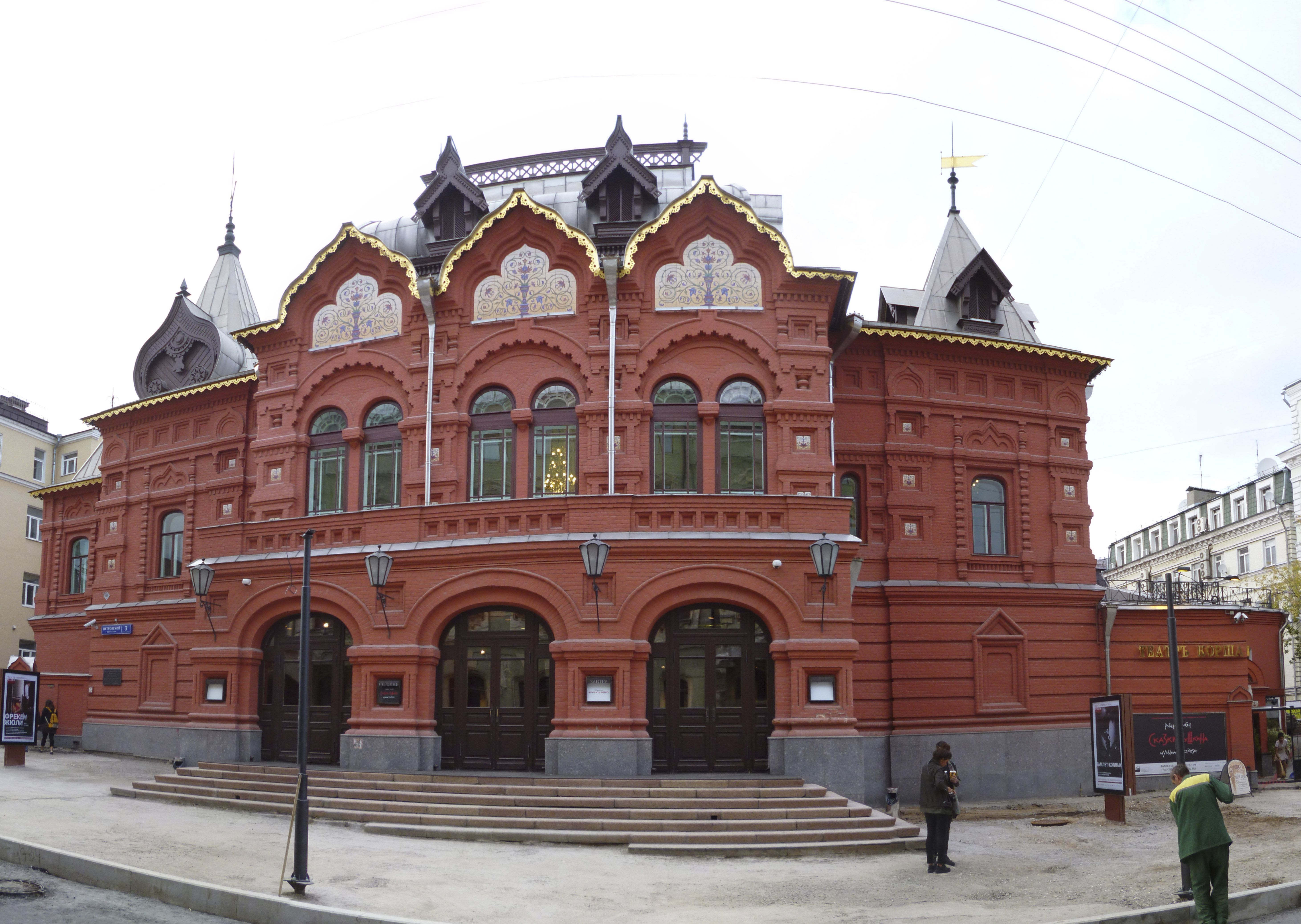
Theatre of Nations
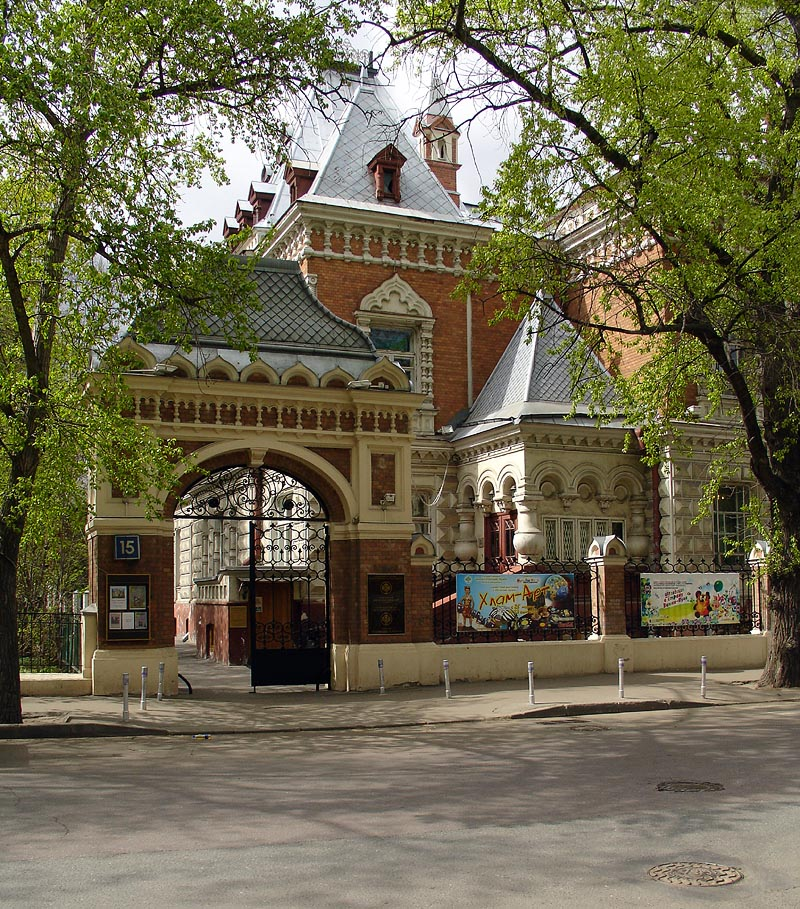
Timiryazev Museum
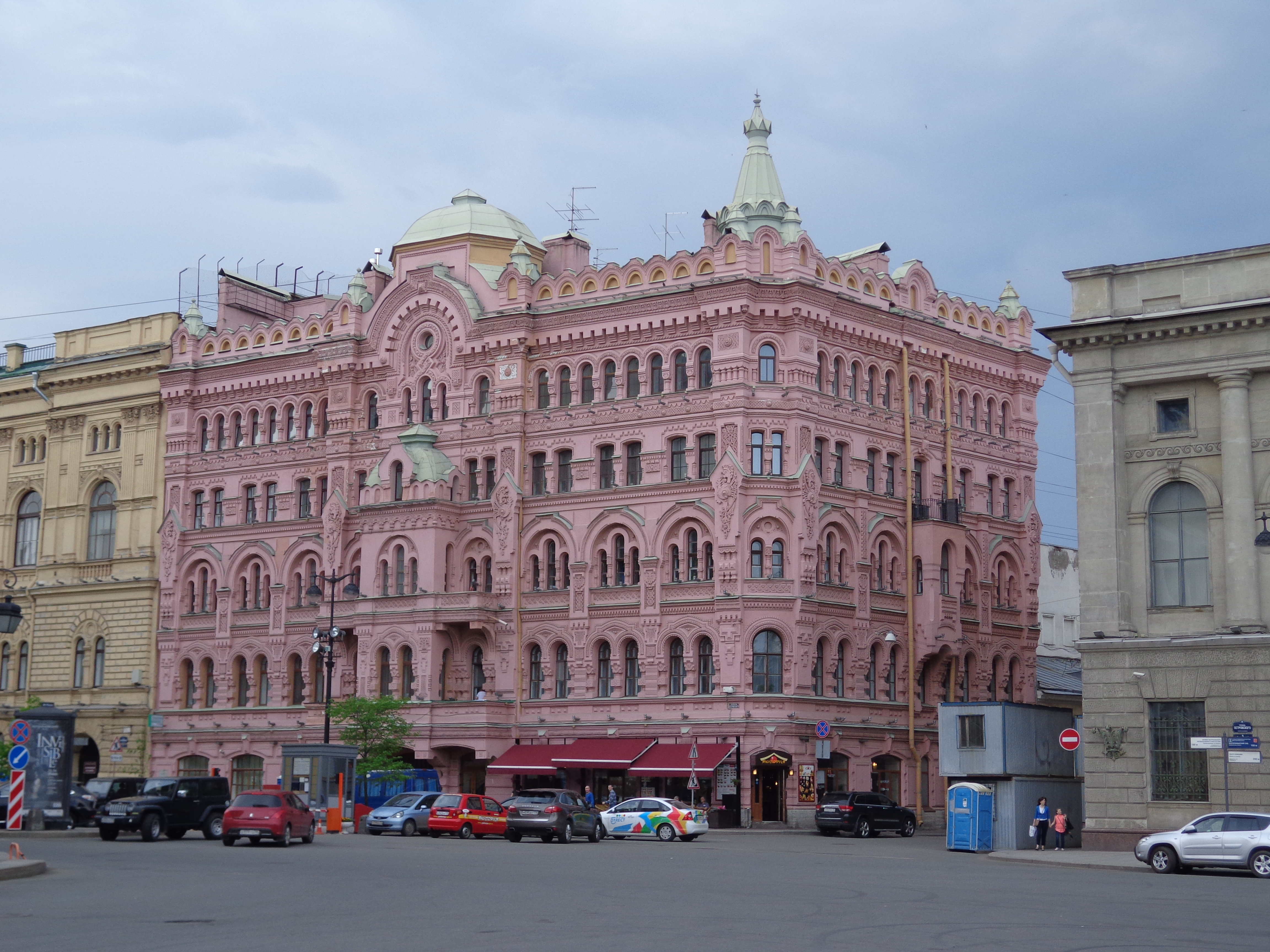
Basin house, St. Petersburg
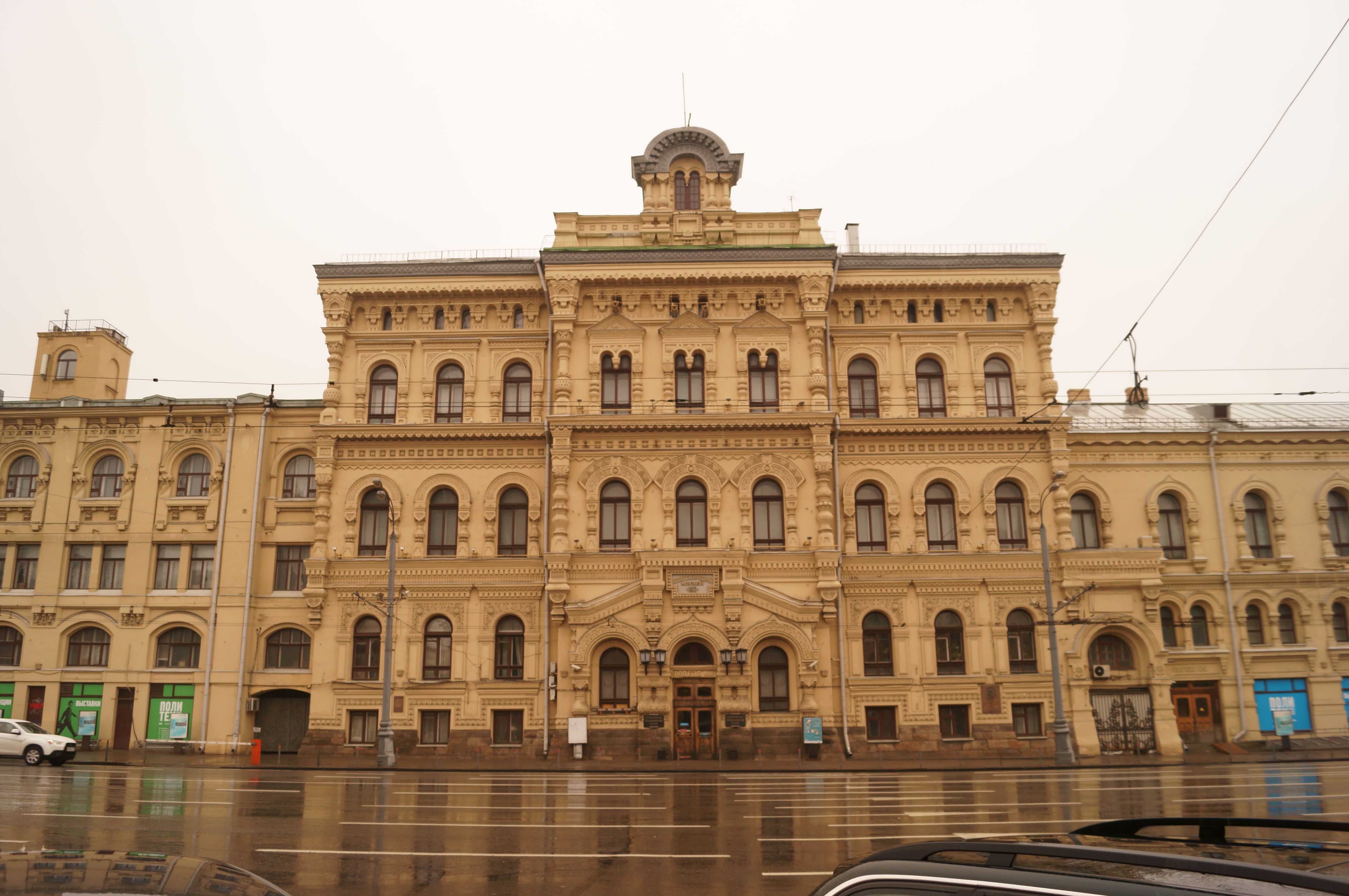
Polytechnic Museum
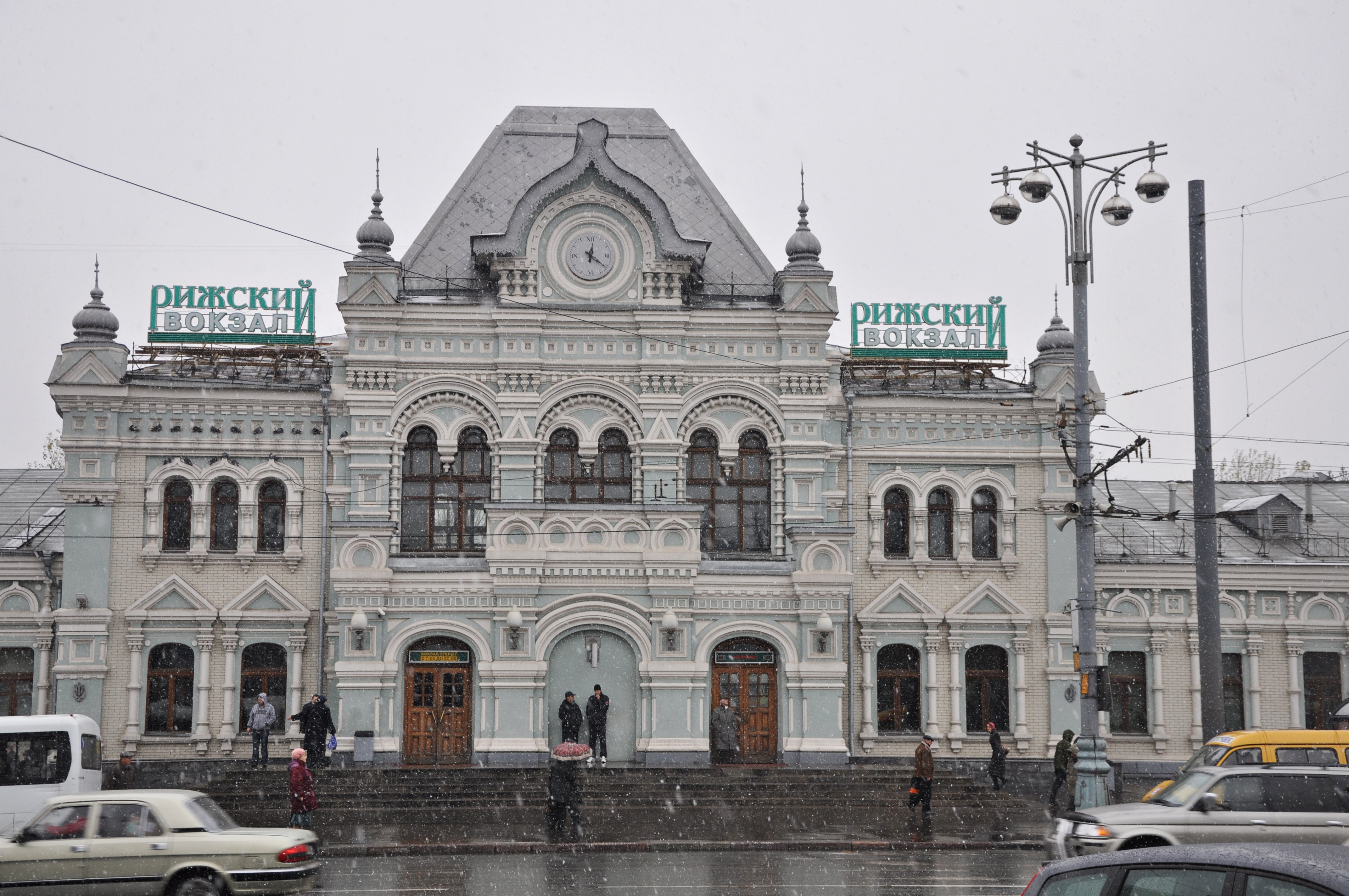
Rizhsky station
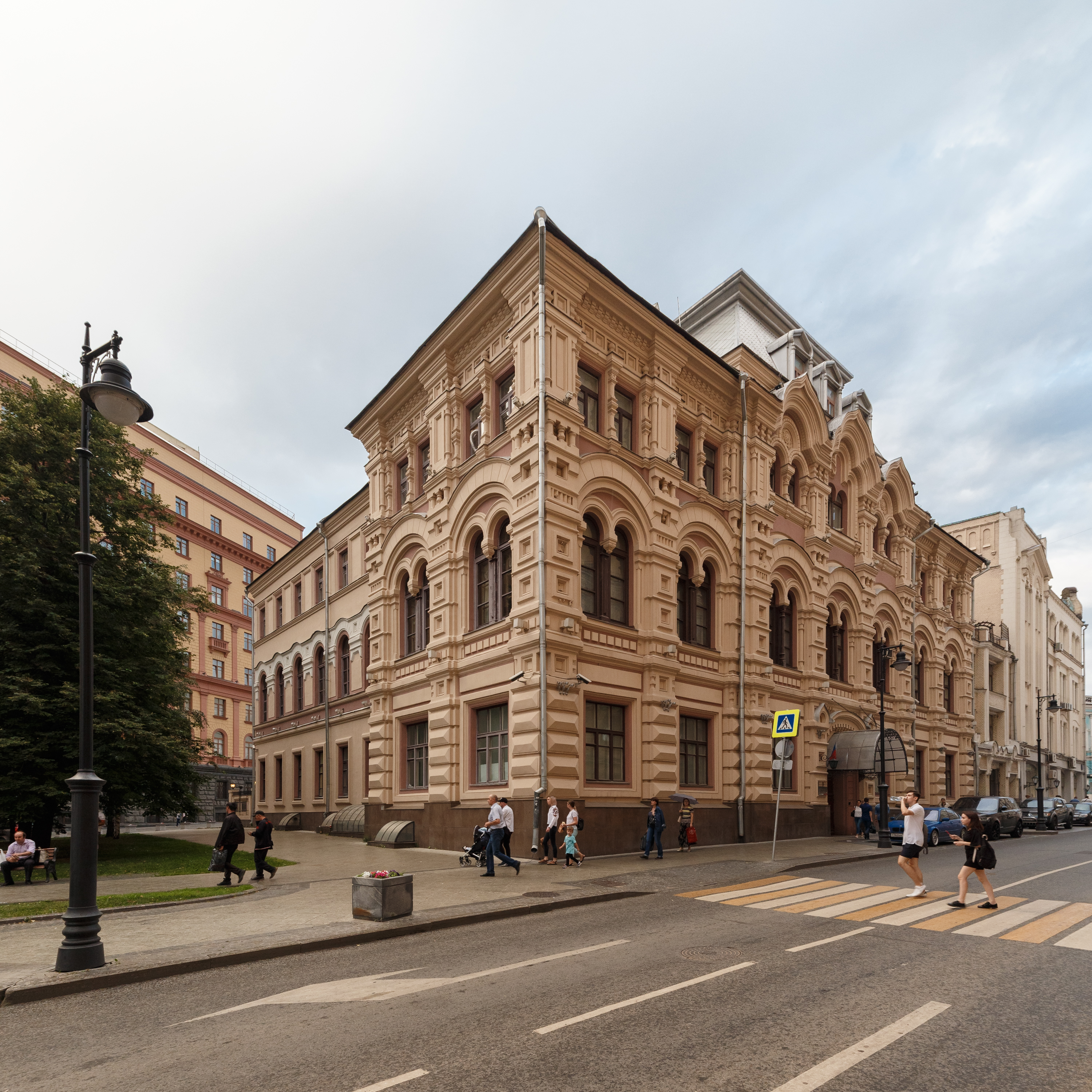
Moscow Spiritual Consistorium
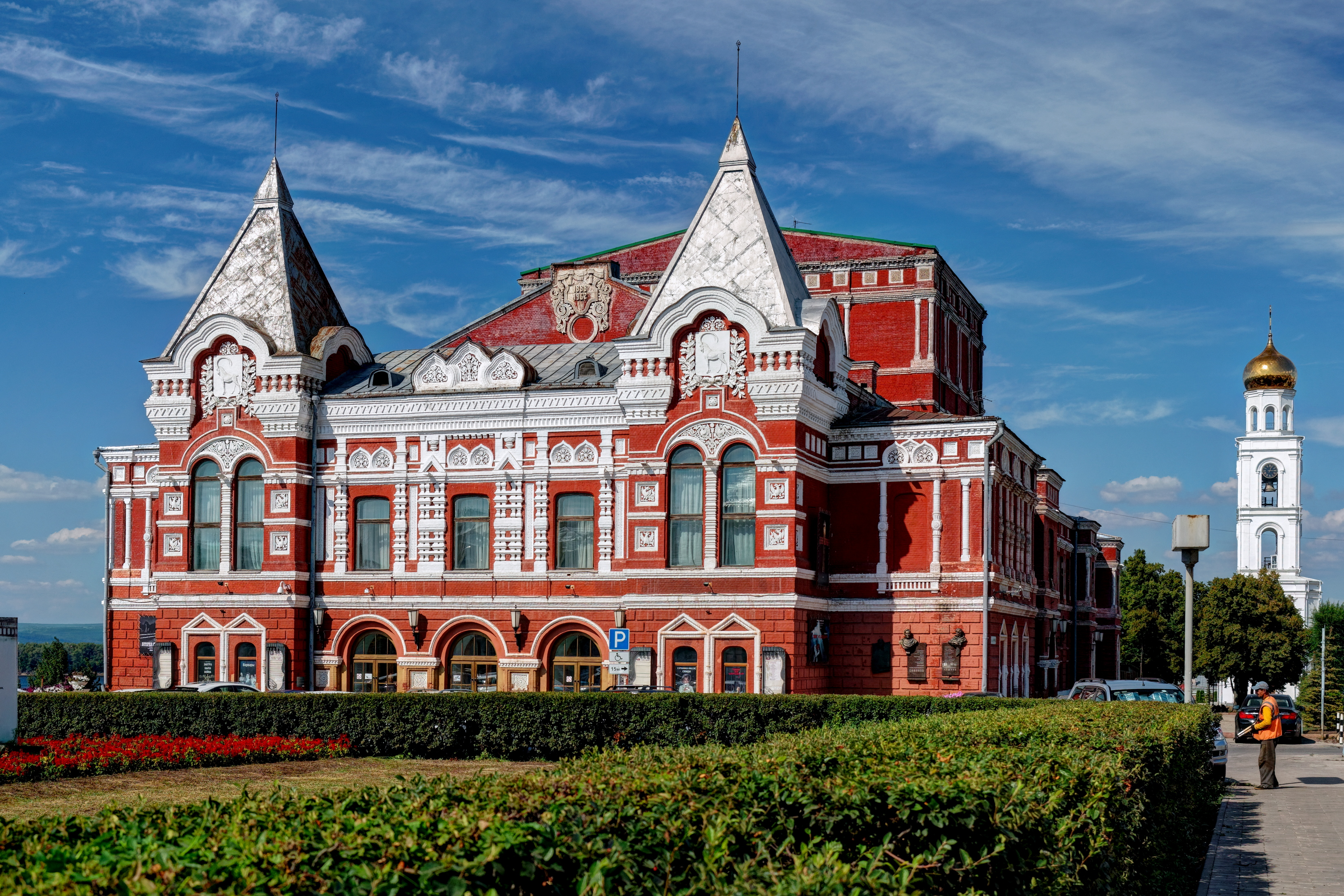
Gorky Theater
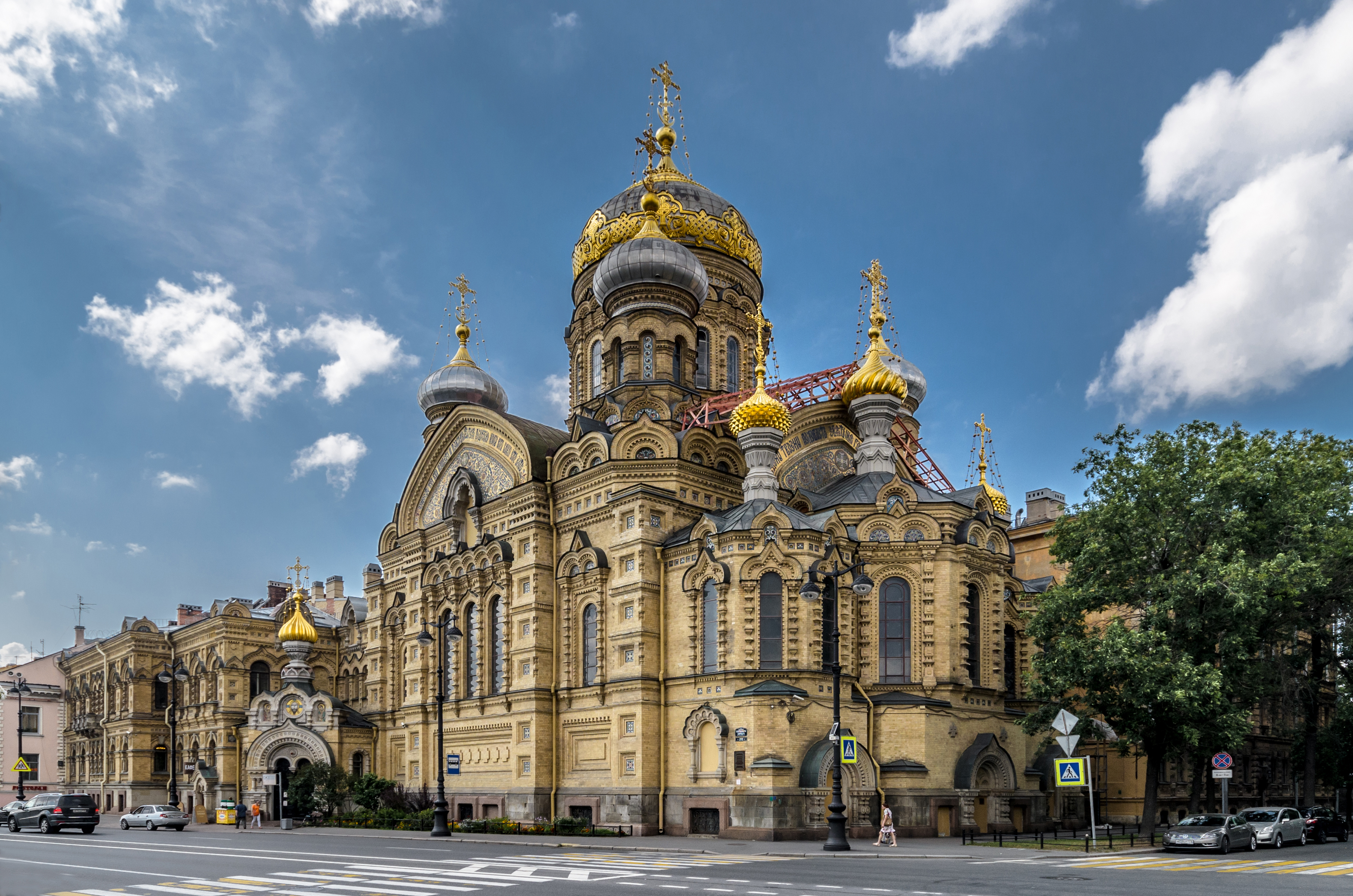
Church of the Assumption, Saint Petersburg
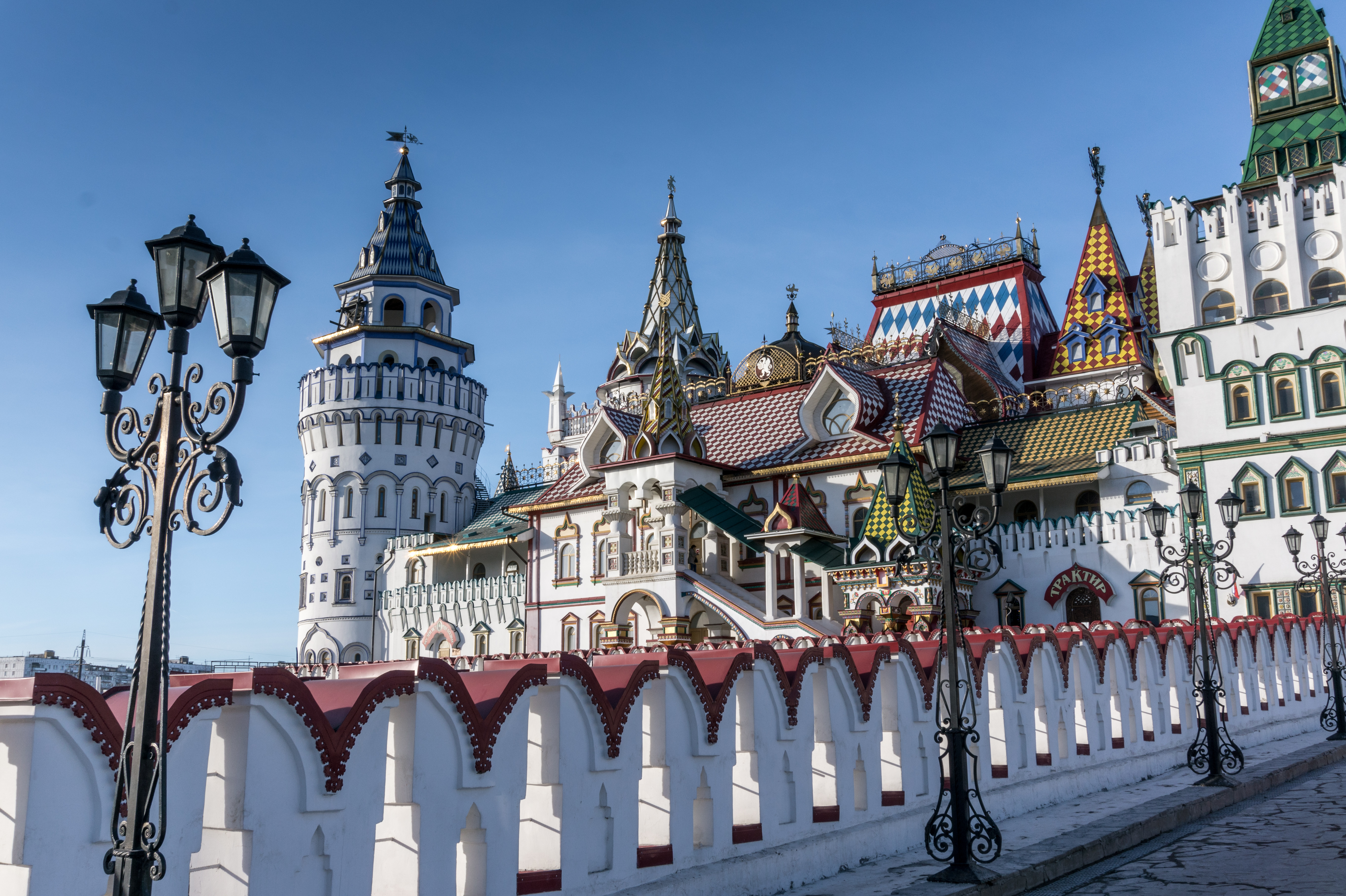
Izmailovsky Kremlin
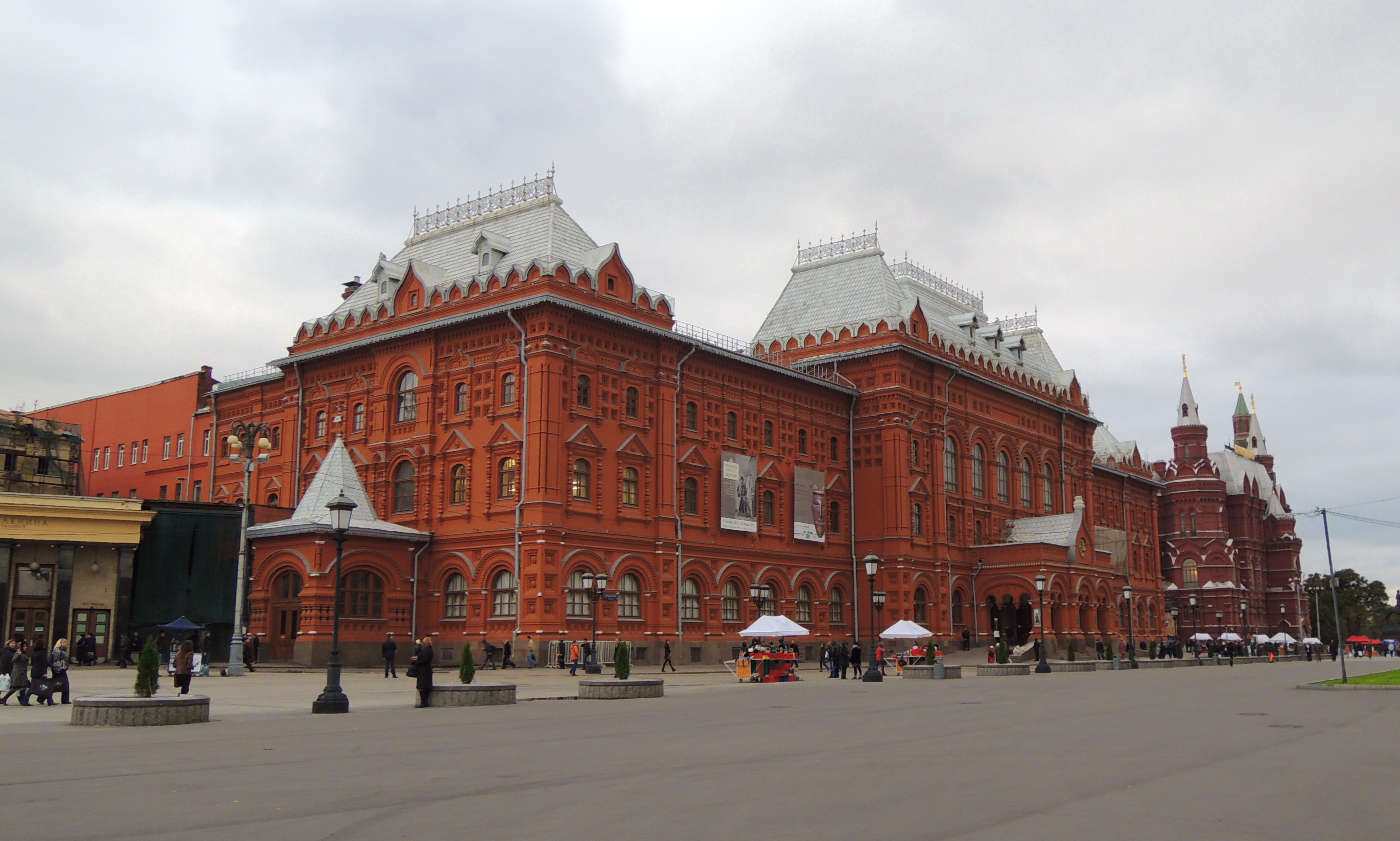
Moscow City Duma
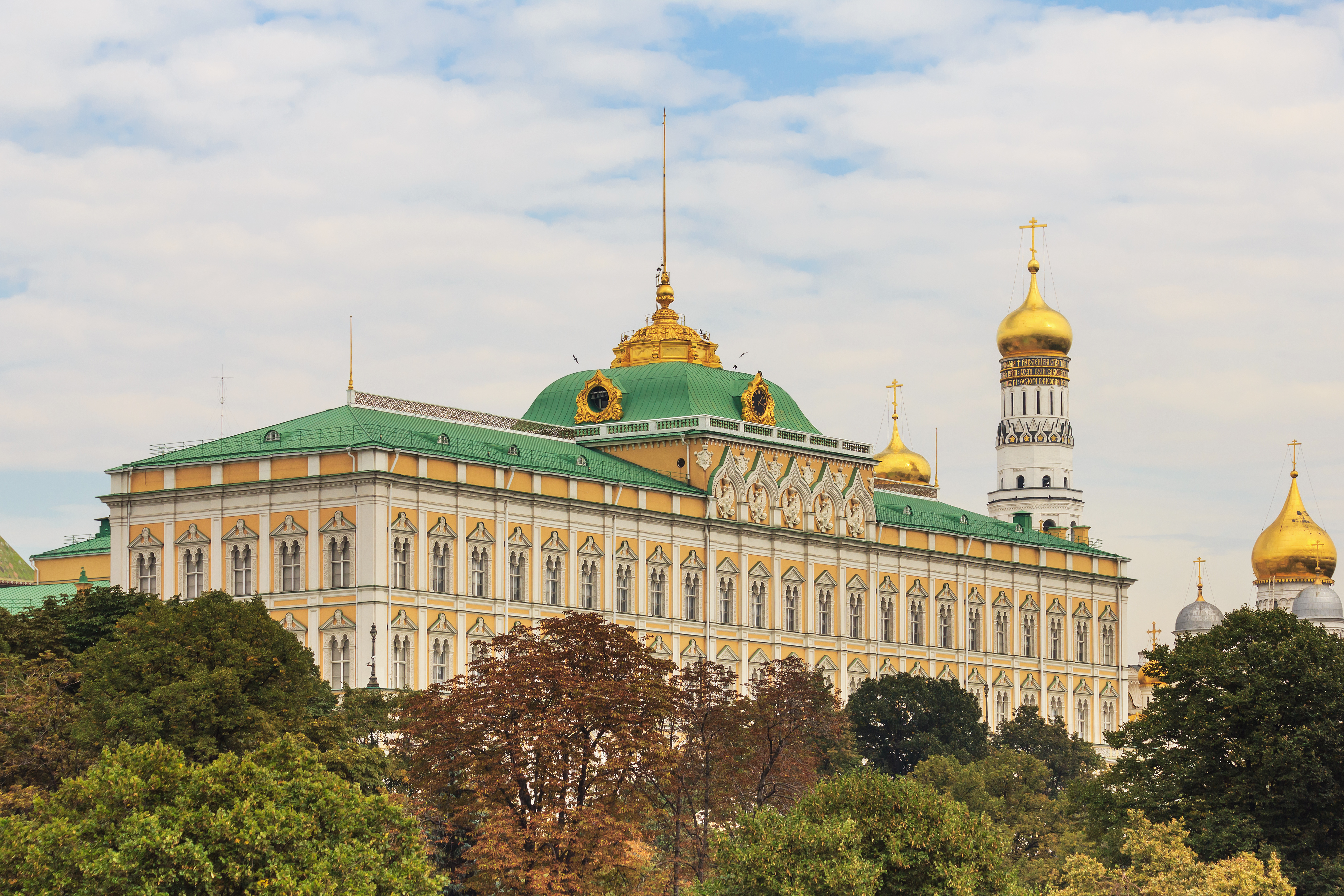
Grand Kremlin Palace
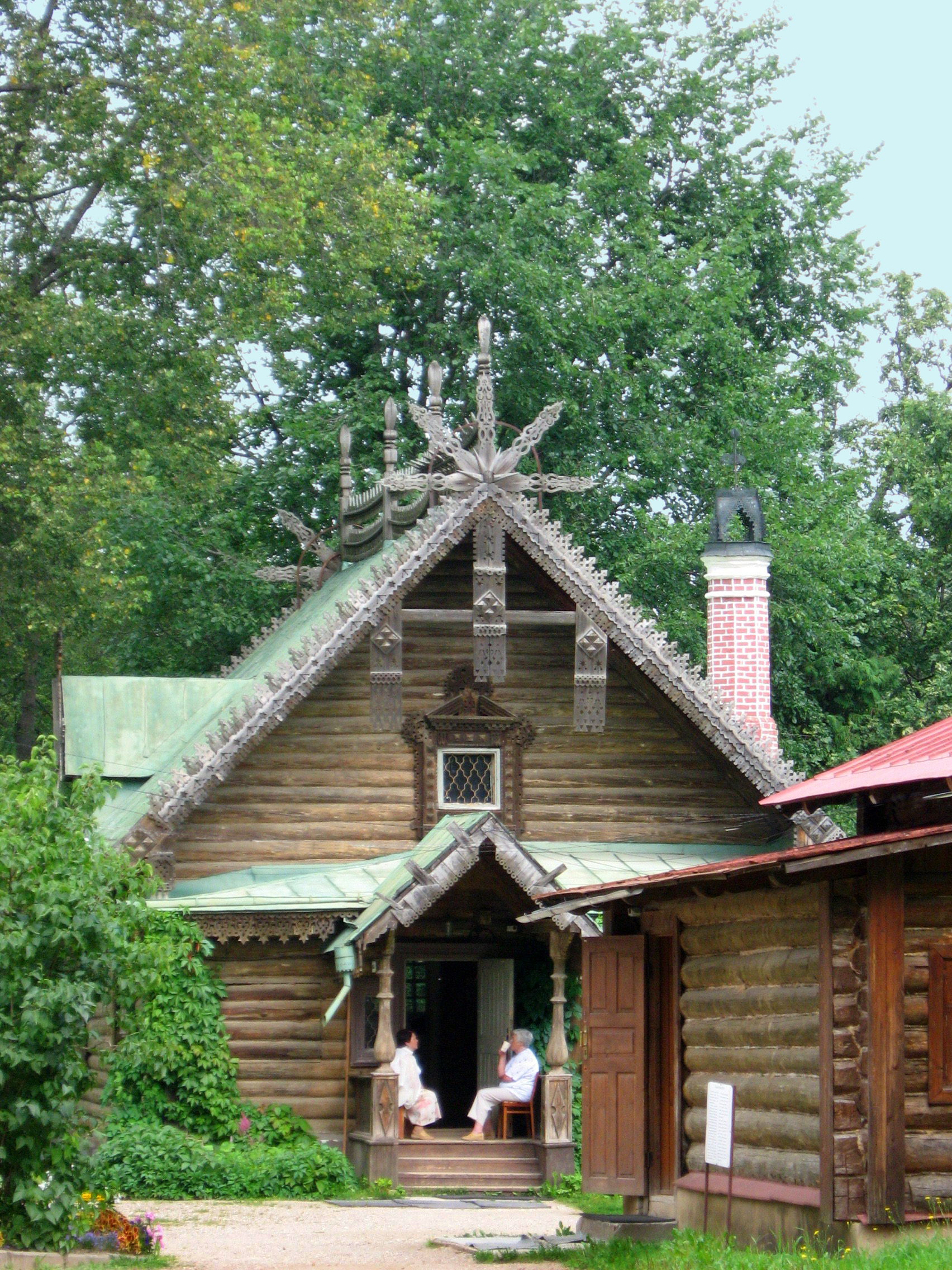
Abramtsevo Colony
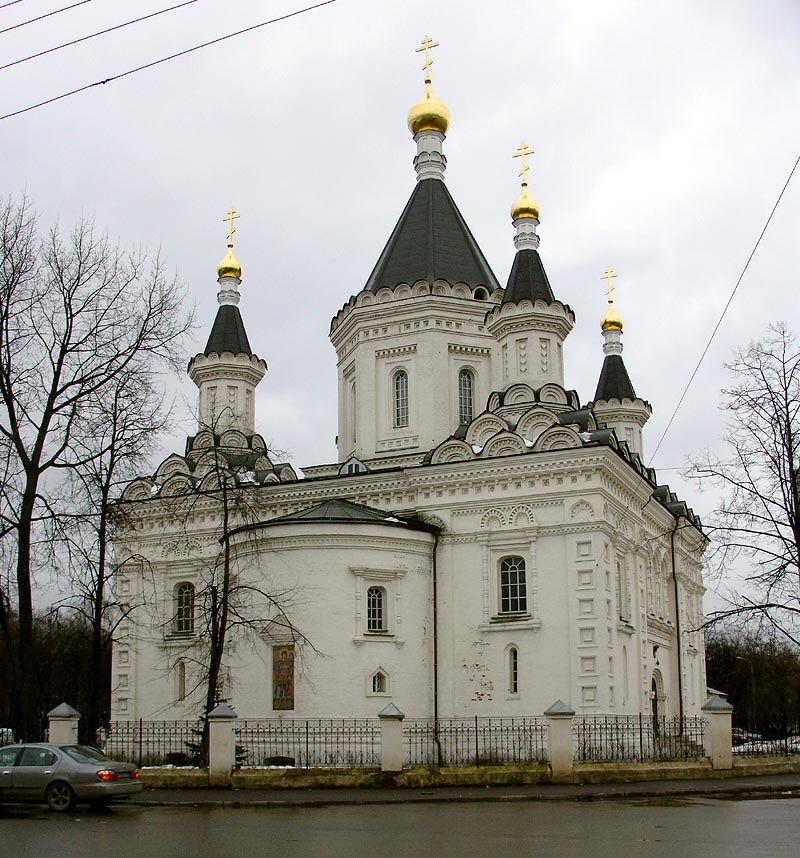
Church of Archangel Michael
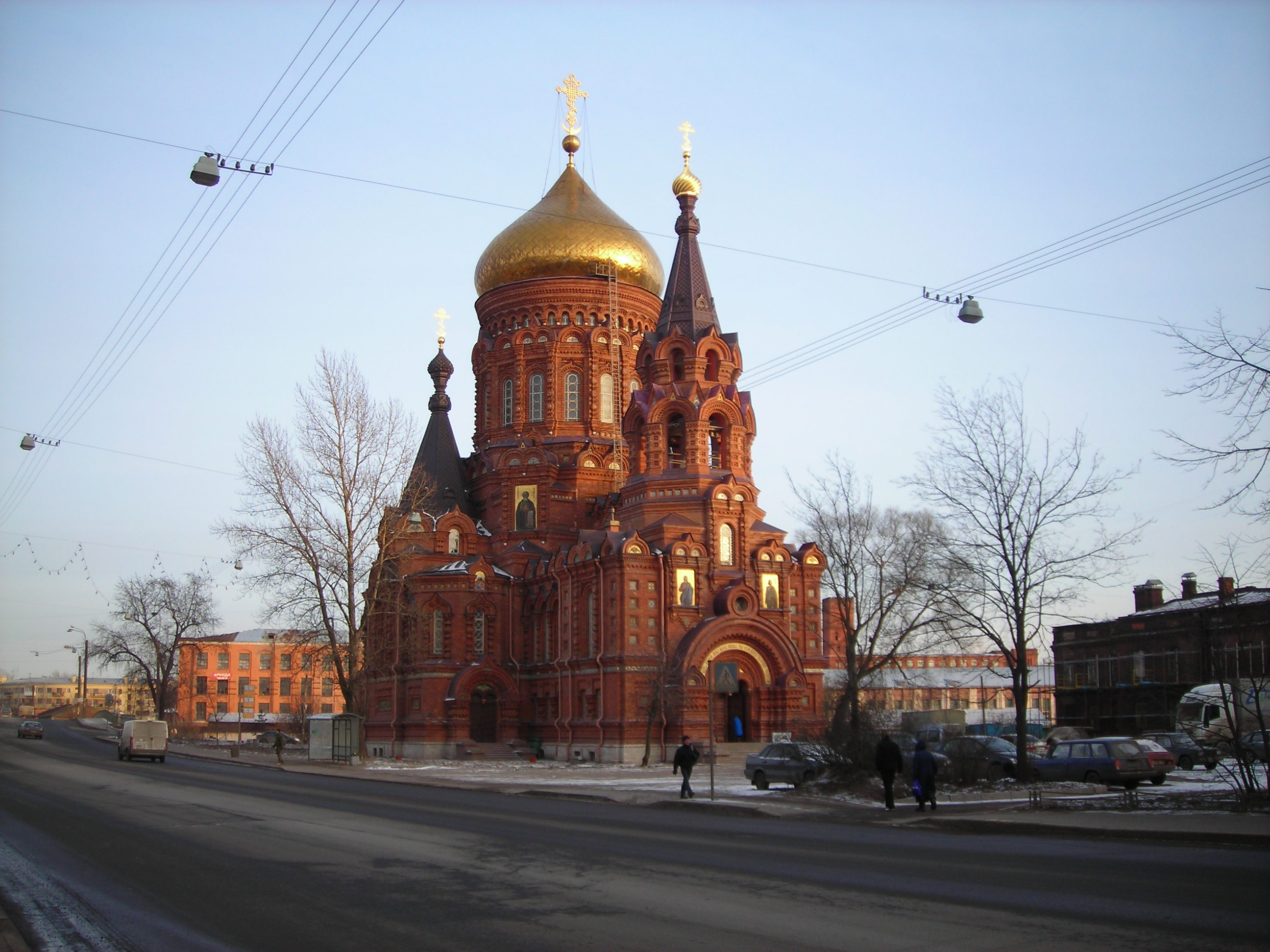
Church of the Epiphany
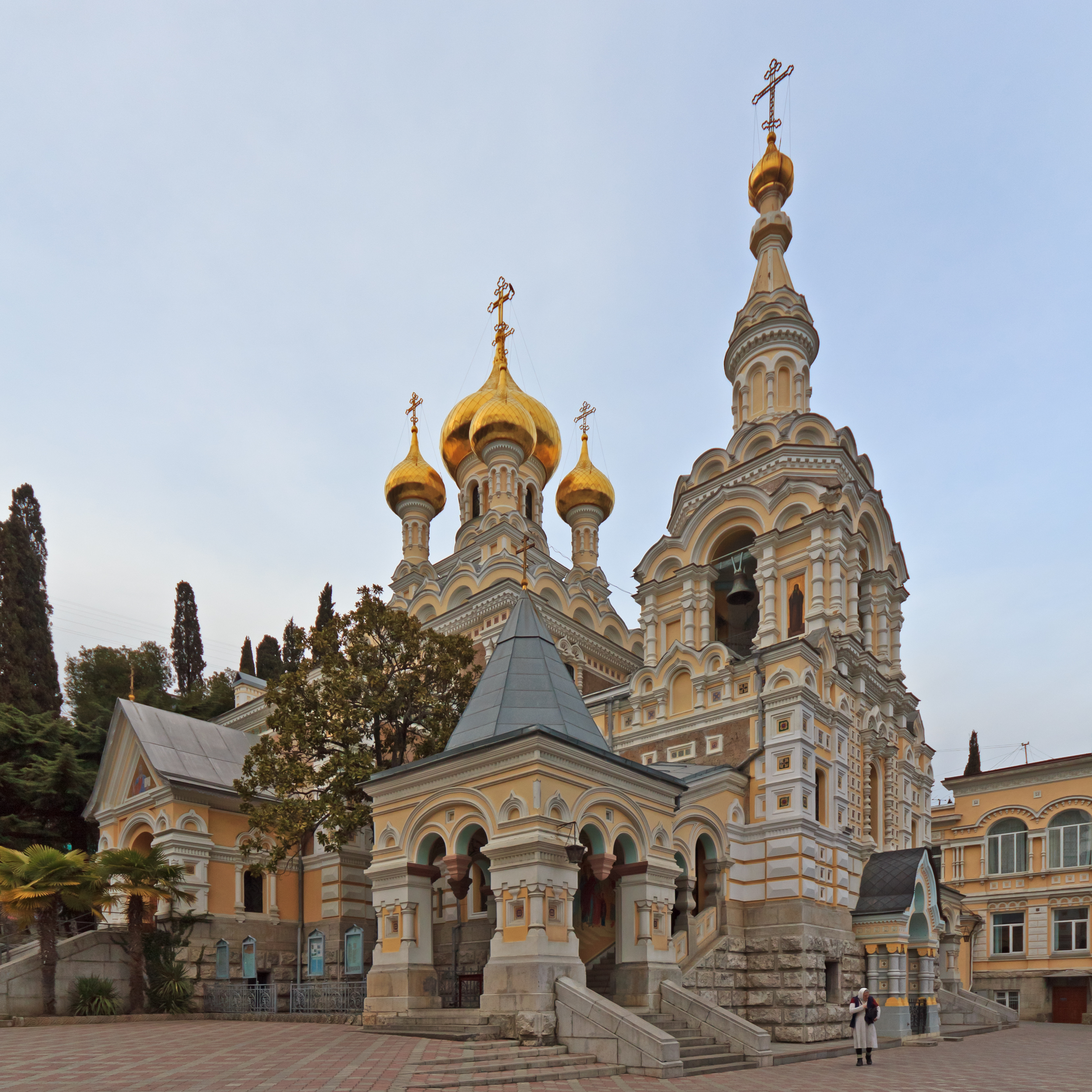
Alexander Nevsky Cathedral, Yalta
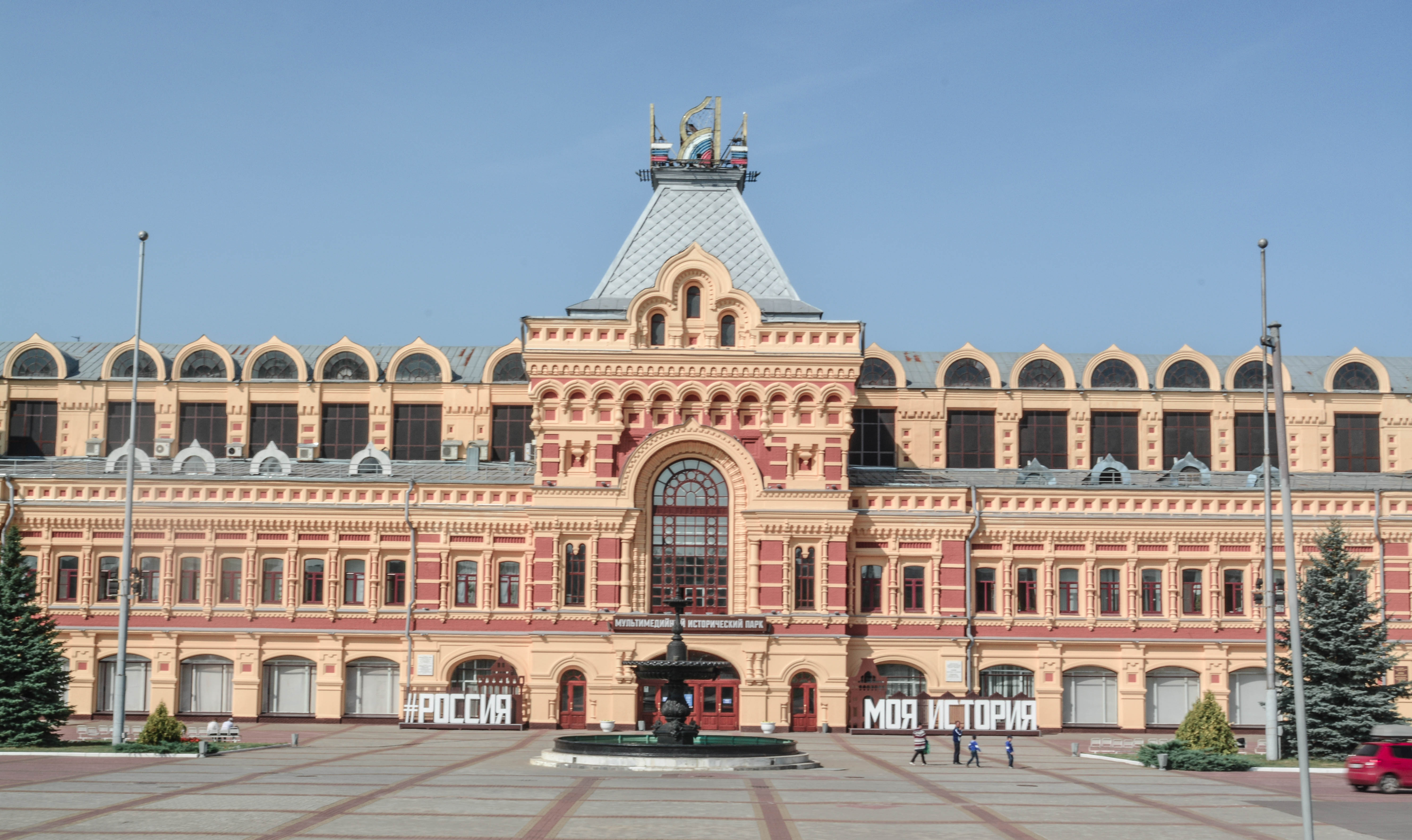
Nizhny Novgorod Fair
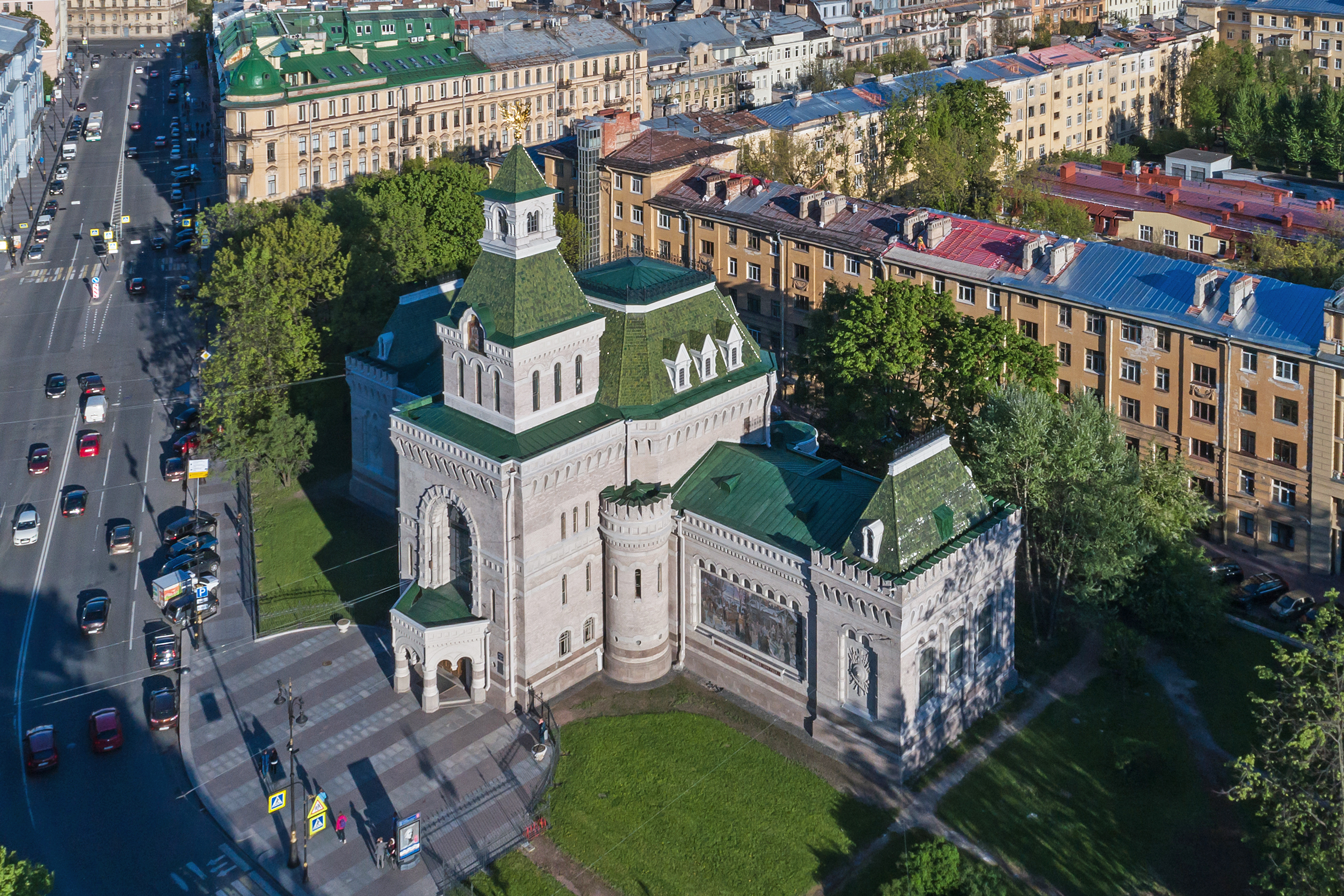
Suvorov Museum
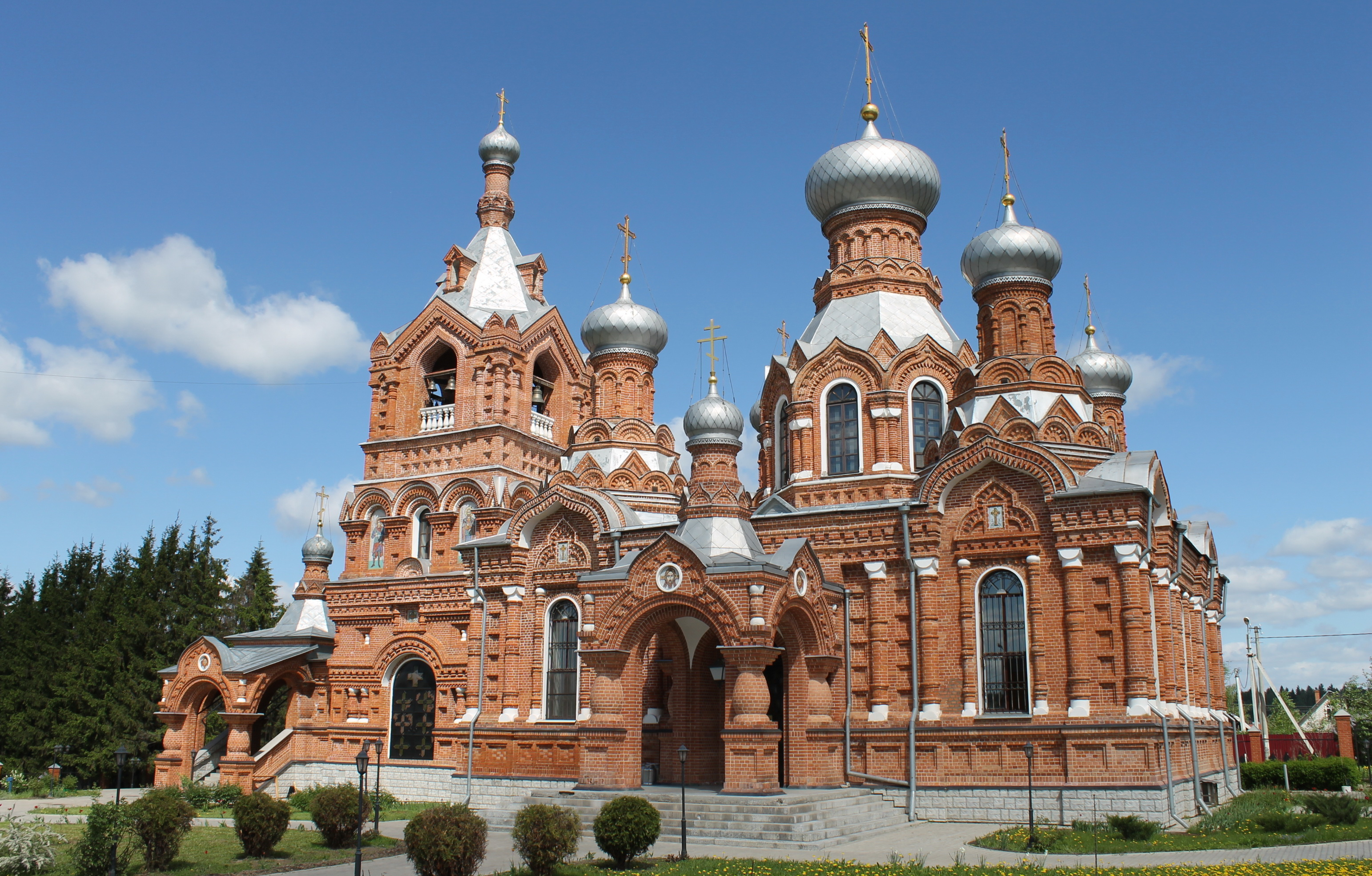
Holy Cross Church in Darna
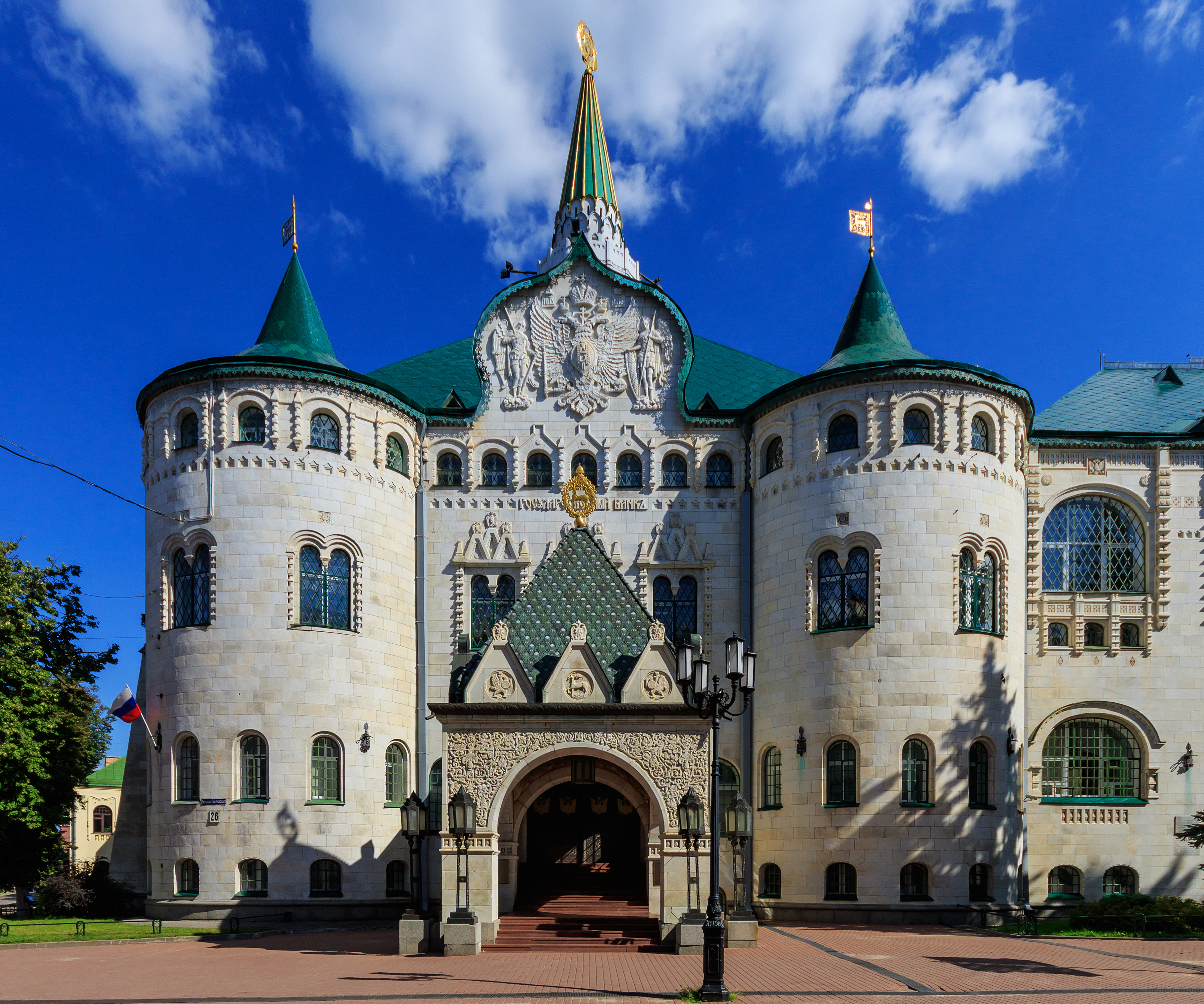
Head office of the State Bank of Russian Empire in Nizhny Novgorod
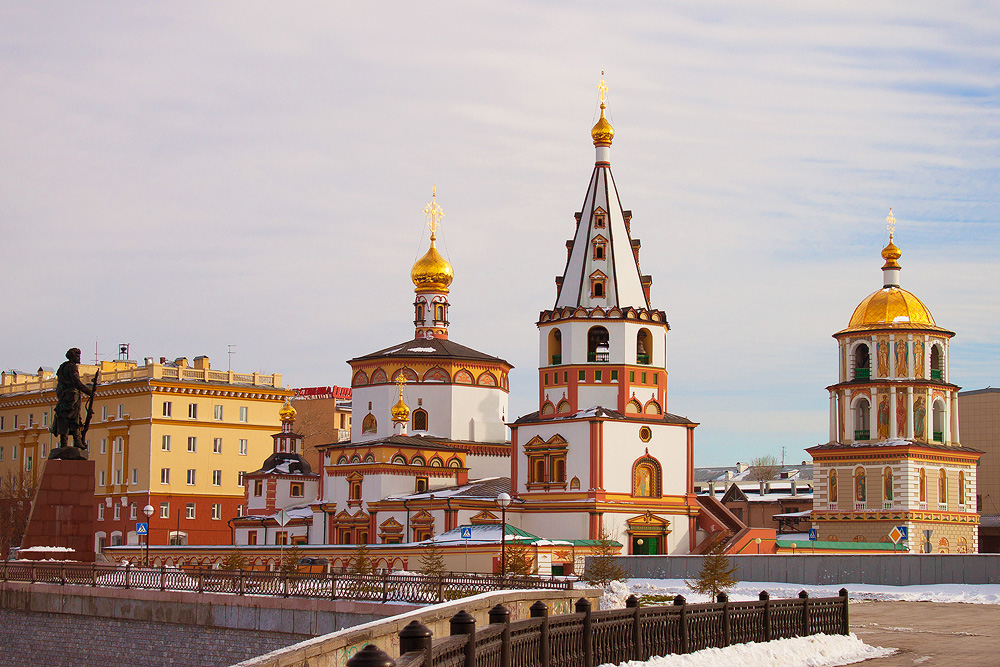
Epiphany Cathedral (1718), Irkutsk
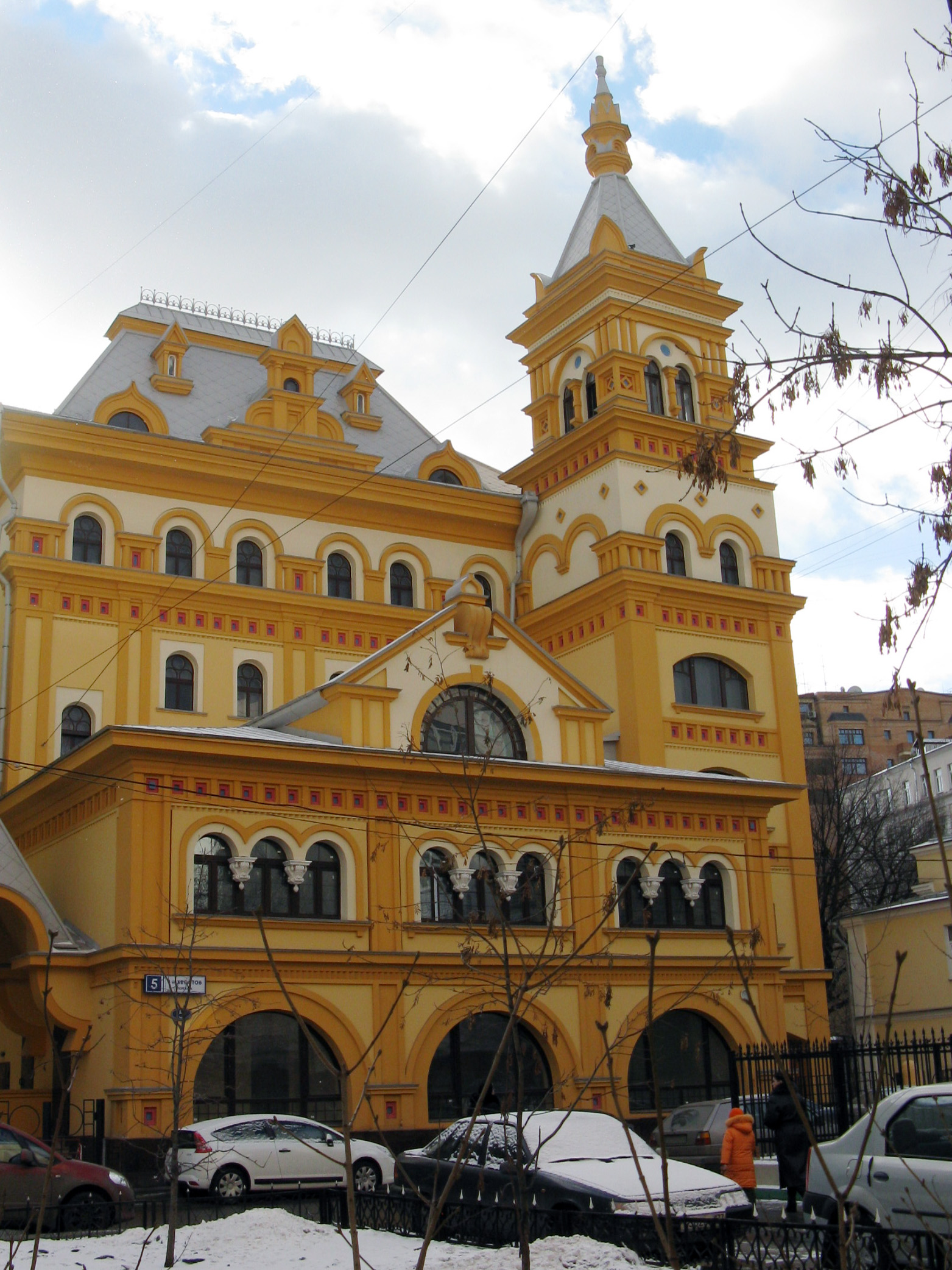
Modern House "Теремок" in Moscow
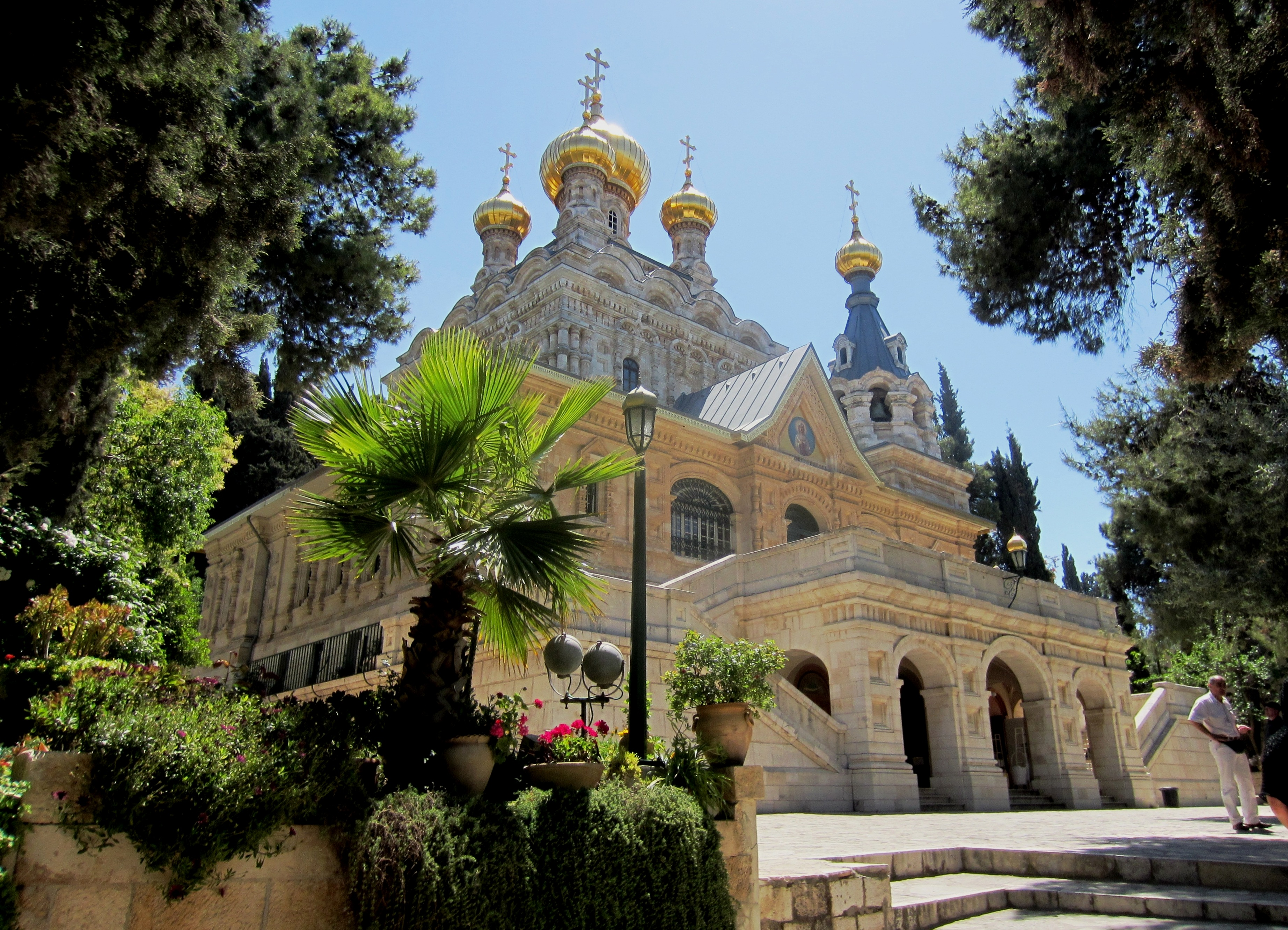
Church of Mary Magdalene
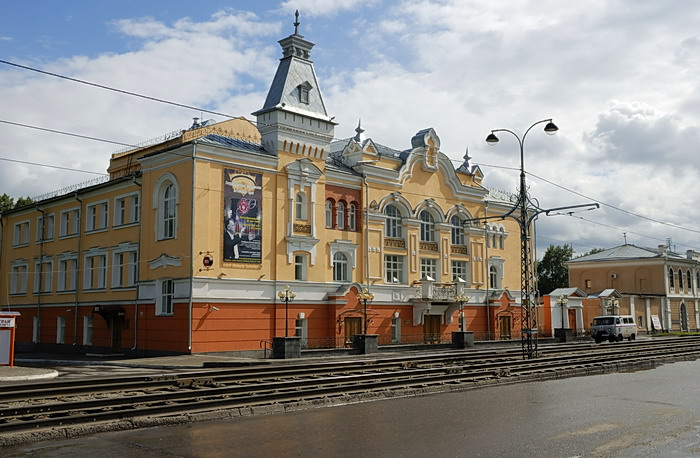
Philharmonic building, Barnaul
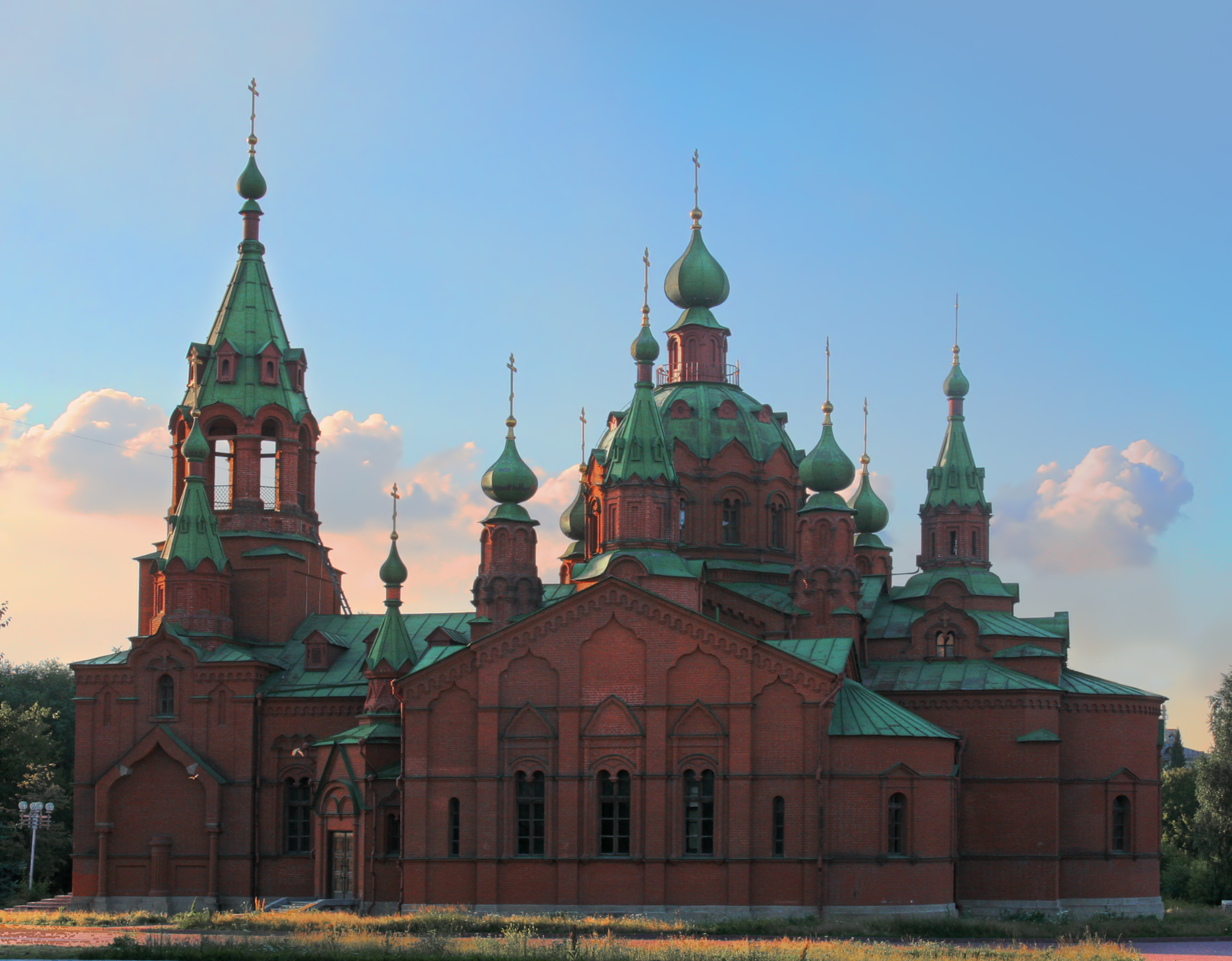
Church of Alexander Nevsky, Chelyabinsk
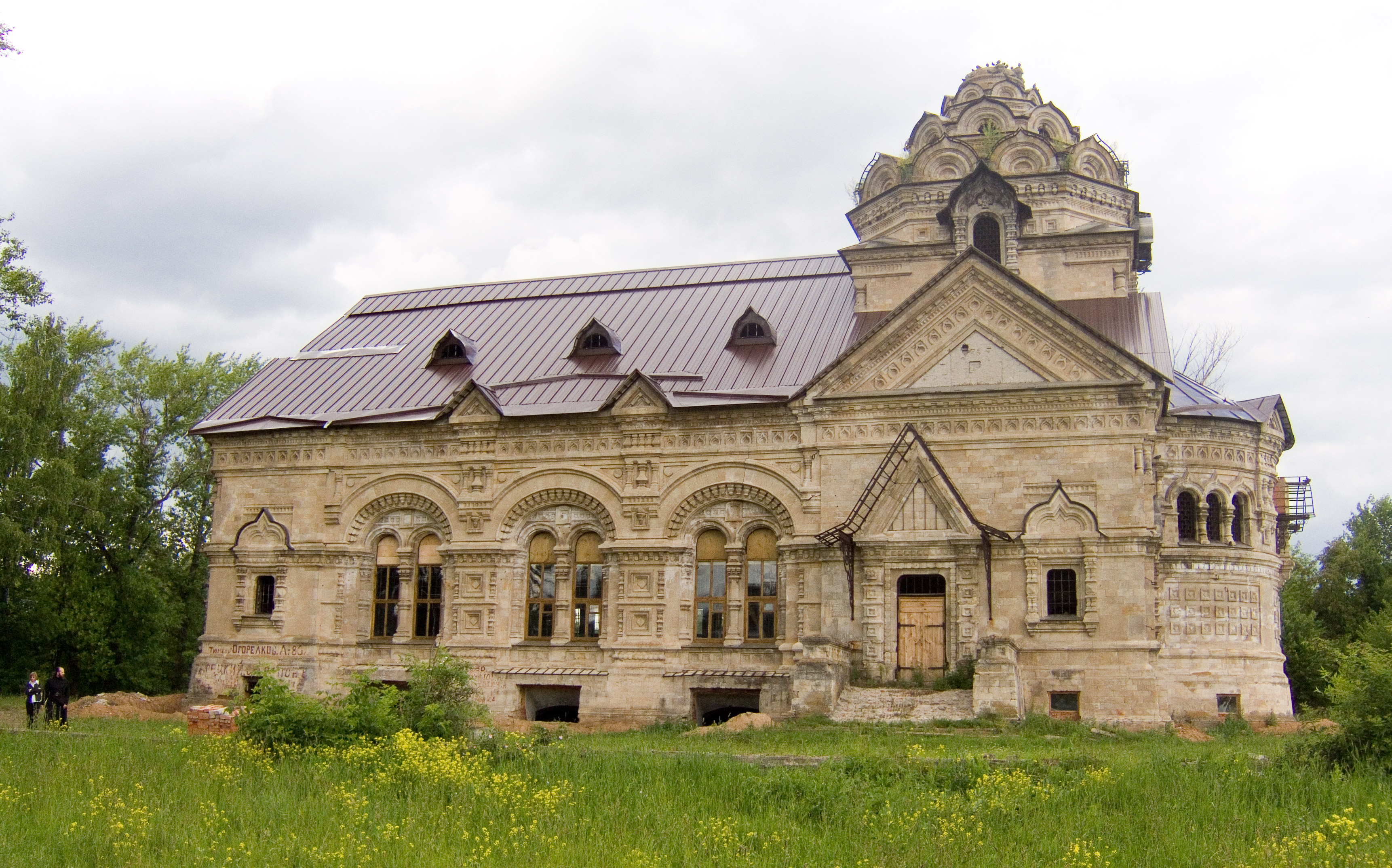
Temple of Demetrius of Thessaloniki
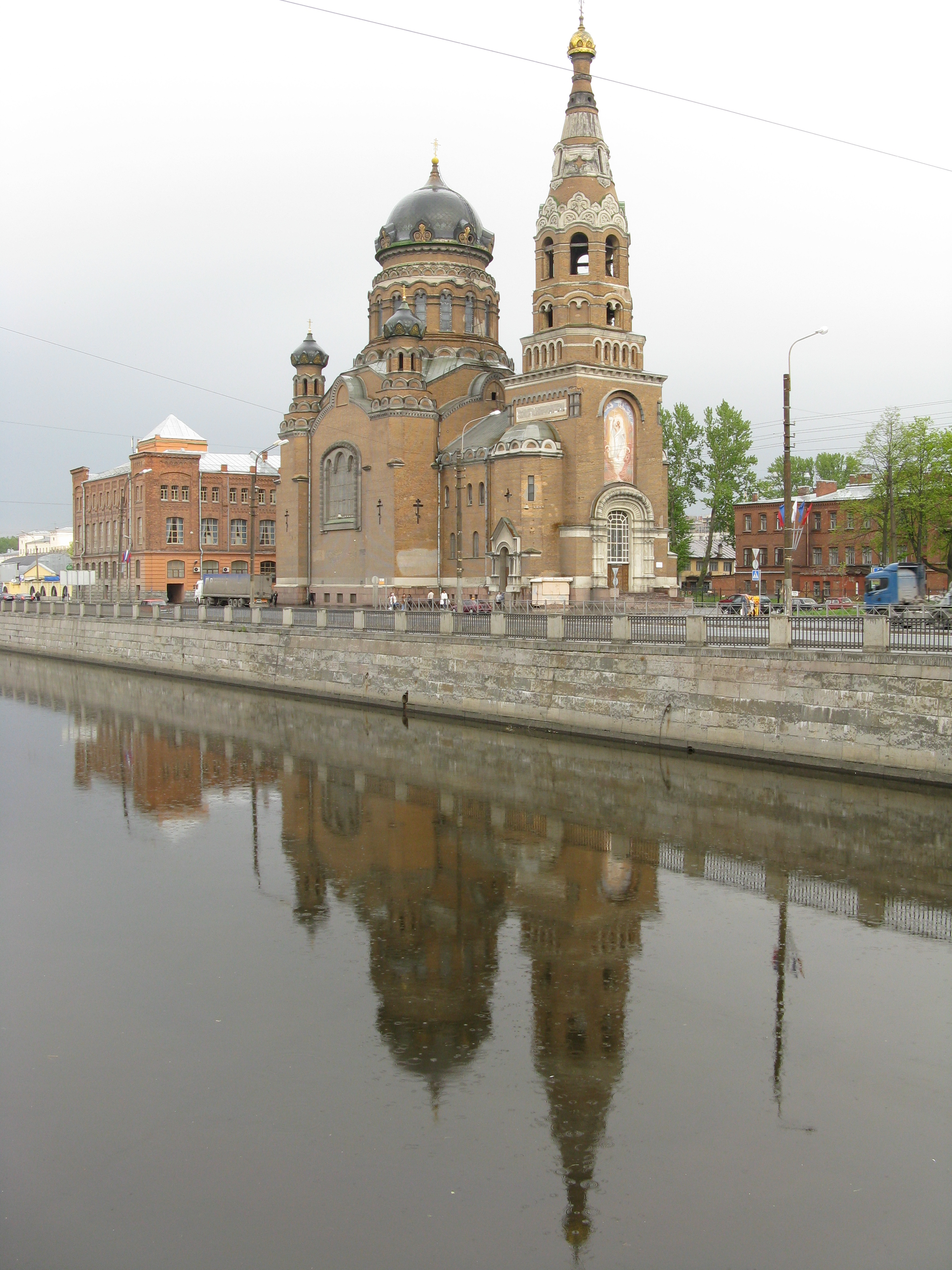
Church of Resurrection of Christ